# Jean Malouel
Jean Malouel, aussi Jan Maelwael ou Johan Maelwael, est un peintre et décorateur, né à Nimègue, dans le duché de Gueldre, dans les actuels Pays-Bas, à une date inconnue (entre 1370 et 1375), et mort à Dijon en mars 1415.
Issu d'une famille de peintres héraldistes actifs à la cour des ducs de Gueldre, il se forme au sein de l'atelier de son père Willem et de son oncle Herman. Il se déplace ensuite en France, où il intervient pour la reine Isabeau de Bavière puis entre au service de Philippe le Hardi, duc de Bourgogne en 1397 dont il devient le peintre officiel. Il réalise ou supervise pour lui un grand nombre d'œuvres notamment destinées à la décoration de la chartreuse de Champmol à Dijon. mais la plupart ont disparu depuis. Il contribue à l'installation de ses neveux en France, les frères de Limbourg. Il continue de servir le nouveau duc, Jean sans Peur, jusqu'à sa mort en 1415. Aucune œuvre mentionnée dans les sources écrites n'est conservée et aucune ne contient sa signature, cependant, les historiens de l'art s'accordent pour voir sa main dans la Grande Pietà ronde conservée au musée du Louvre. Les attributions d'autres peintures sont plus controversées : le Christ de pitié soutenu par saint Jean, la Vierge aux papillons et le Martyre de saint Denis lui sont parfois attribués, tandis que quatre autres petits tableaux religieux sont parfois donnés à son atelier. Il a aussi travaillé dans le domaine du portrait, de l'enluminure, du dessin et de la polychromie de statues avec notamment le Puits de Moïse. Il a probablement contribué à forger certains modèles répandus dans la peinture et l'enluminure de la France du XVe siècle.

## Biographie

### Origines familiales et artistiques

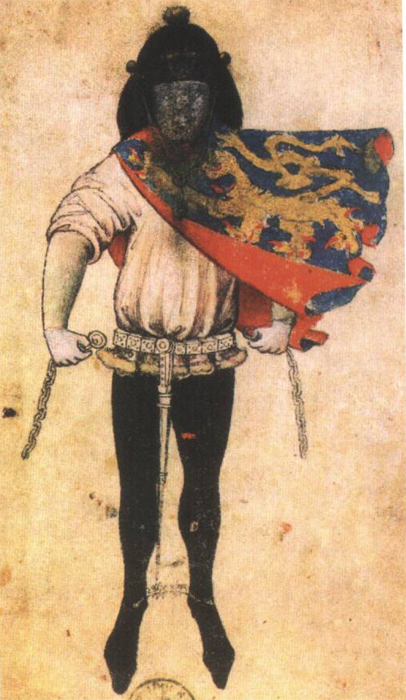
Portrait du héraut Claes Heynenszoon dans son armorial de Gelre, attribué en partie à Hermann Malouel, Bibliothèque royale de Belgique, Ms.15652-56,.

Johan Maelwael naît dans une famille d'artistes du duché de Gueldre. Étymologiquement, en néerlandais, le nom Maelwael signifie « qui peint bien ». Son père, Willem et son oncle, Herman Maelwael, sont tous deux peintres au service des ducs de Gueldre dans la ville de Nimègue. Les historiens pensent qu'il s'agit d'une famille originaire de la ville allemande voisine de Clèves. L'oncle Hermann est déjà installé à Nimègue en 1373 et donne naissance à deux enfants. Il habite en 1380 dans la rue principale de la ville, Burchtstraat, entre le château du Valkhof (nl) et l'église Saint-Étienne (en), en face de l'hôtel de ville. Son frère Willem habite à l'angle de cette même rue et de l'actuelle Stockumstraat. Son fils, Jean Malouel, est né probablement entre 1370 et 1375. Il tient son nom de baptême de son autre oncle, Johannes, qui est alors prêtre à l'église Saint-Étienne. Il suit très jeune un apprentissage de peintre auprès de son père et de son oncle.
Ces deux derniers répondent à de nombreuses commandes des ducs de Gueldre : principalement des peintures héraldiques et des travaux décoratifs à l'occasion de festivités. Willem Maelwael est mentionné dix fois dans les comptes des ducs entre 1386 et 1395, tandis que Hermann est mentionné à dix-sept reprises entre 1388 et 1397. Il s'agit probablement d'artistes polyvalents comme souvent à l'époque, réalisant des peintures murales, sur panneaux, des polychromies sur des statues ainsi que des enluminures. Cependant, aucune de leurs œuvres n'est conservée. Seul l'armorial de Gelre, un manuscrit héraldique compilé par le héraut des ducs de Gueldre Claes Heynenszoon et contenant plus de 1 700 blasons, pourrait leur être attribué en partie. Jean aide son père et son oncle dans leurs tâches et il est mentionné dans un document pour la première fois en 1387.

### Installation en France
Un traité de paix est signé entre la France et le duché de Gueldre en 1388, ce qui encourage les échanges entre les deux États. En 1395, un peintre du nom de Malohé ou Malouhey est signalé dans les archives de la ville de Dijon. Il s'agirait de la première trace de sa présence en France. Il est d'abord mentionné comme contribuable puis exempté de taxe. Cette exemption semble indiquer qu'il est entré au service des ducs de Bourgogne et qu'il travaille comme assistant au sein de leur atelier, qui est alors dirigé par Jean de Beaumetz. En septembre 1396, Johan Maelwael est employé par Isabeau de Bavière (1370-1435), femme de Charles VI et régente de France, à Paris, sous le nom francisé de Hennequin de Mallivieil. Il est alors indiqué qu'il réside à Paris et se voit commander des peintures d'or et de devises héraldiques sur des tissus de soie. Paris est à cette époque la plus grande ville et le plus grand centre artistique d'Europe occidentale. La duchesse de Gueldre, Catherine de Bavière, femme de Guillaume VII de Juliers, était la grand-tante de la reine Isabeau, ce qui pourrait expliquer le passage de l'artiste d'une cour à l'autre. Il est payé pour cette tâche en mars 1397,.

### Peintre des ducs de Bourgogne

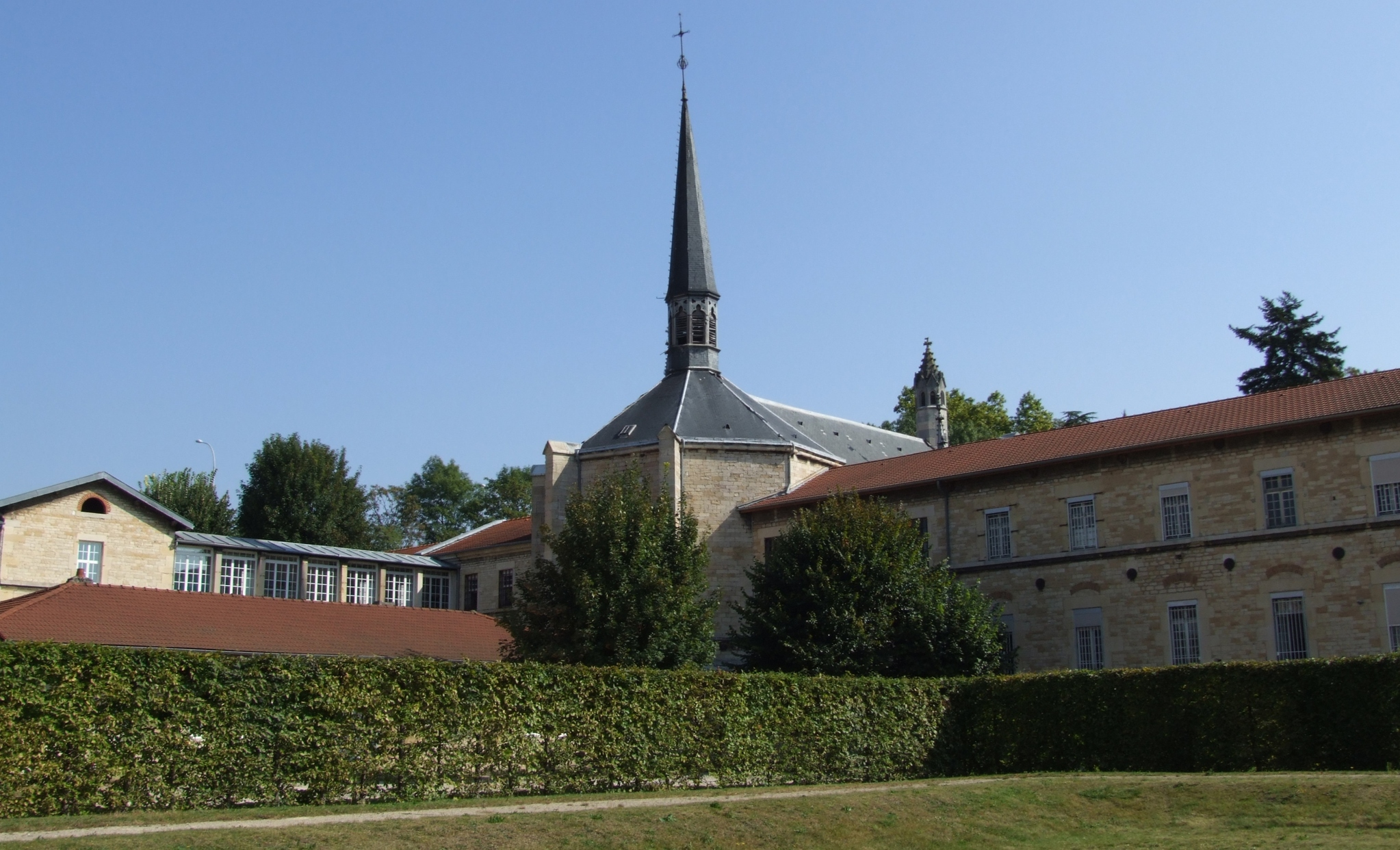
Vue actuelle de la chapelle de l'ancienne chartreuse de Champmol à Dijon.

À l'été 1397, il est appelé à Dijon à la cour de Philippe II de Bourgogne où il succède à Jean de Beaumetz comme peintre officiel du duc le 5 août. Outre des peintures héraldiques, il participe à la décoration de la chartreuse de Champmol. Il commence par réaliser à la fin de cette même année, un tableau représentant saint Antoine et plusieurs apôtres autour de la Vierge, installé dans l'oratoire du duc. Au printemps 1398, il est nommé à la charge officielle de « paintre et varlet de chambre ». À partir de 1398, il peint cinq retables destinés à la chapelle de la chartreuse, mesurant chacun 1,5 mètre sur plus de 2 m de large, ce qui lui demande plus de trois années de travail. Il réalise aussi la polychromie de plusieurs œuvres sculptées destinées au couvent. C'est le cas du Puits de Moïse sur lequel il travaille pendant vingt-quatre jours.
Le peintre, qui réside à Dijon pendant toute cette période, travaille aussi quotidiennement à la réalisation de décors pour le duc et sa famille. Par exemple, en 1401, il est payé avec Melchior Broederlam et Hugo de Boulogne pour la décoration des armures du duc et de son fils Antoine de Brabant, destinées au tournoi organisé pour le mariage de ce dernier à Arras. Il joue aussi le rôle de contrôleur des travaux des autres artistes du duc : il se rend ainsi dans les ateliers de Jacques de Baerze à Termonde en Flandre puis dans celui de Melchior Broederlam à Ypres pour vérifier la bonne réalisation de retables destinés à la chartreuse de Champmol.

### Relations familiales à Nimègue

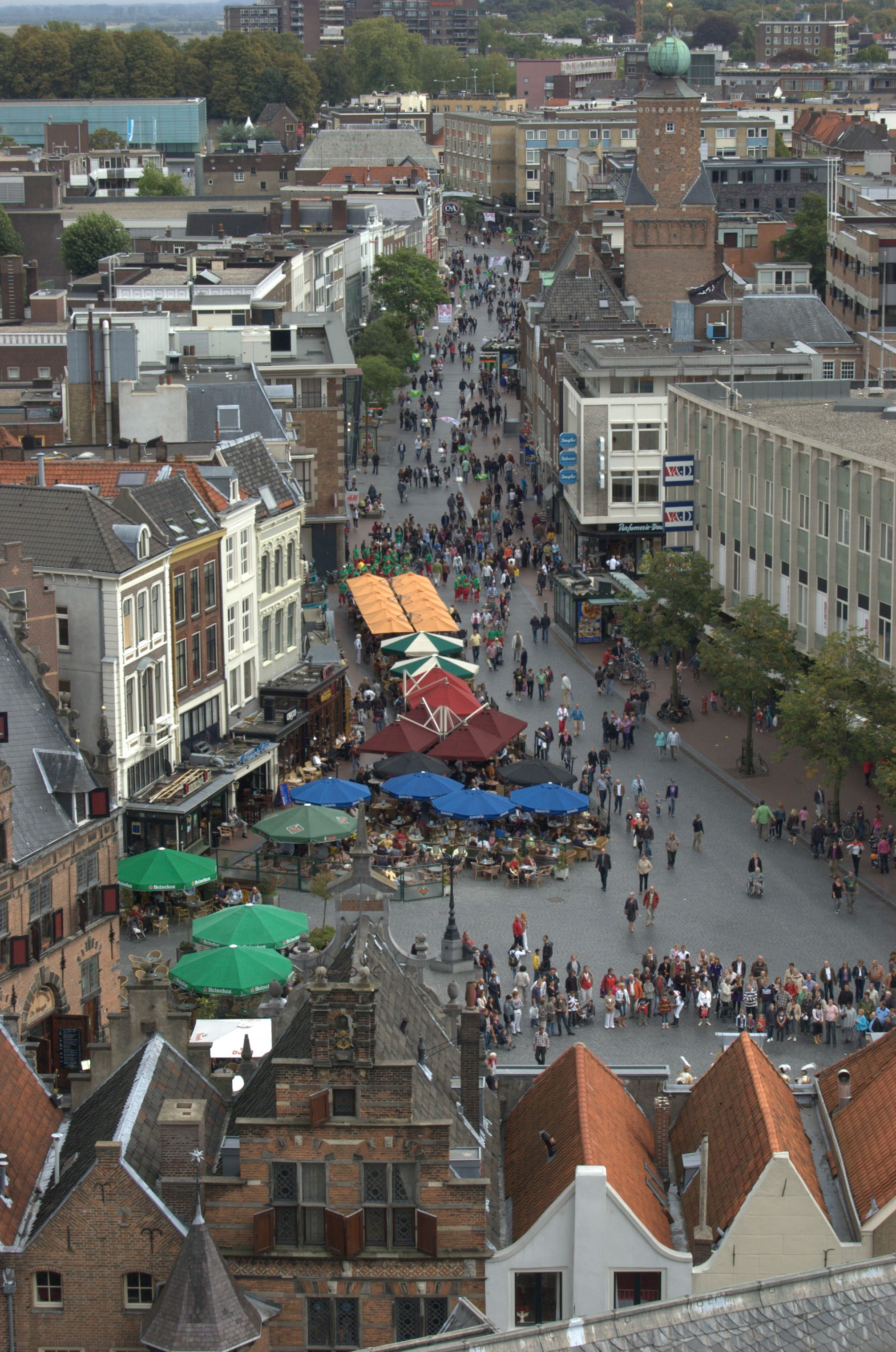
Vue actuelle de la Burchtstraat à Nimègue, là où a résidé la famille Malouel.

Jean Malouel, malgré l'éloignement, conserve des liens étroits avec sa famille restée à Nimègue. Il fait ainsi venir à Paris ses neveux Hermann et Jean de Limbourg, fils de sa sœur Metta pour qu'ils entrent en apprentissage auprès d'un orfèvre du nom d'Alebret de Bolure en 1398. En 1399, Jean Malouel tombe malade à l'occasion d'une épidémie de peste qui se propage en France. Le duc lui paie ses factures chez l'apothicaire en novembre de cette année, en même temps que celles de son sculpteur Claus Sluter, d'origine néerlandaise comme lui. Ses neveux sont renvoyés chez eux mais ils sont pris en otage sur le chemin à Bruxelles. Ce sont les peintres et orfèvres de cette ville, par estime pour leur célèbre oncle, qui règlent la rançon de 55 écus. Et leur oncle fait intervenir le duc en personne pour les faire libérer plus rapidement. Puis ce dernier fait appel à Paul et Jean de Limbourg pour décorer une bible à partir de 1402, sans doute, une fois de plus, sur recommandation de leur oncle.
Après la mort de Philippe de Bourgogne en février 1404, Jean Malouel est mentionné une dernière fois à Champmol au mois d'août puis pourrait s'en être retourné à Nimègue. Après un premier mariage avec une femme dont on ignore le nom, il se remarie avant 1406 avec Heylwig van Redinchaven, originaire de sa ville natale. Ils ont ensemble quatre enfants, trois filles et un fils. Malouel et sa femme possèdent une partie de la maison de son oncle Herman, le long de la Burchstraat, en partage avec sa sœur Metta.

### Au service de Jean sans Peur
Malouel revient finalement à Dijon où il entre au service du nouveau duc de Bourgogne, Jean sans Peur, qui fait fréquemment appel à lui à partir du printemps 1406. Le nouveau duc lui procure un logement dans la capitale bourguignonne dans la paroisse de Saint-Jean. Pendant cette période, Malouel semble peindre beaucoup moins que sous Philippe le Hardi. Il a surtout contribué à la polychromie du tombeau de ce dernier. Il participe aussi fréquemment aux fêtes et déplacement du duc dans ses différents domaines, à Paris, en Artois, en Flandre et en Bourgogne.
Malouel et sa femme retournent une dernière fois à Nimègue en 1413 pour régler des questions immobilières et familiales. Il bénéficie de nouveaux de paiements du duc de Bourgogne en 1414. Il reçoit 240 francs le 14 janvier 1415 pour divers travaux réalisés au cours de l'année précédente. Il perçoit un dernier paiement du duc le 11 mars et décède probablement quelques jours plus tard. Sa veuve et ses quatre enfants reçoivent une pension annuelle de 120 livres tournois du duc à partir du 1er avril de la même année et se retrouvent à leurs tours exemptés de taxes, en souvenir des nombreux services rendus par Jean Malouel aux ducs de Bourgogne.

## Œuvre
De nombreuses œuvres de sa main sont mentionnées dans les sources écrites, principalement les archives des comptabilités ducales. Cependant, aucune d'entre elles n'a été conservée, en dehors du Puits de Moïse. Seules quelques œuvres lui sont attribuées sur des critères stylistiques et des indices indirects.

### Œuvres attribuées

#### Grande Pietà ronde

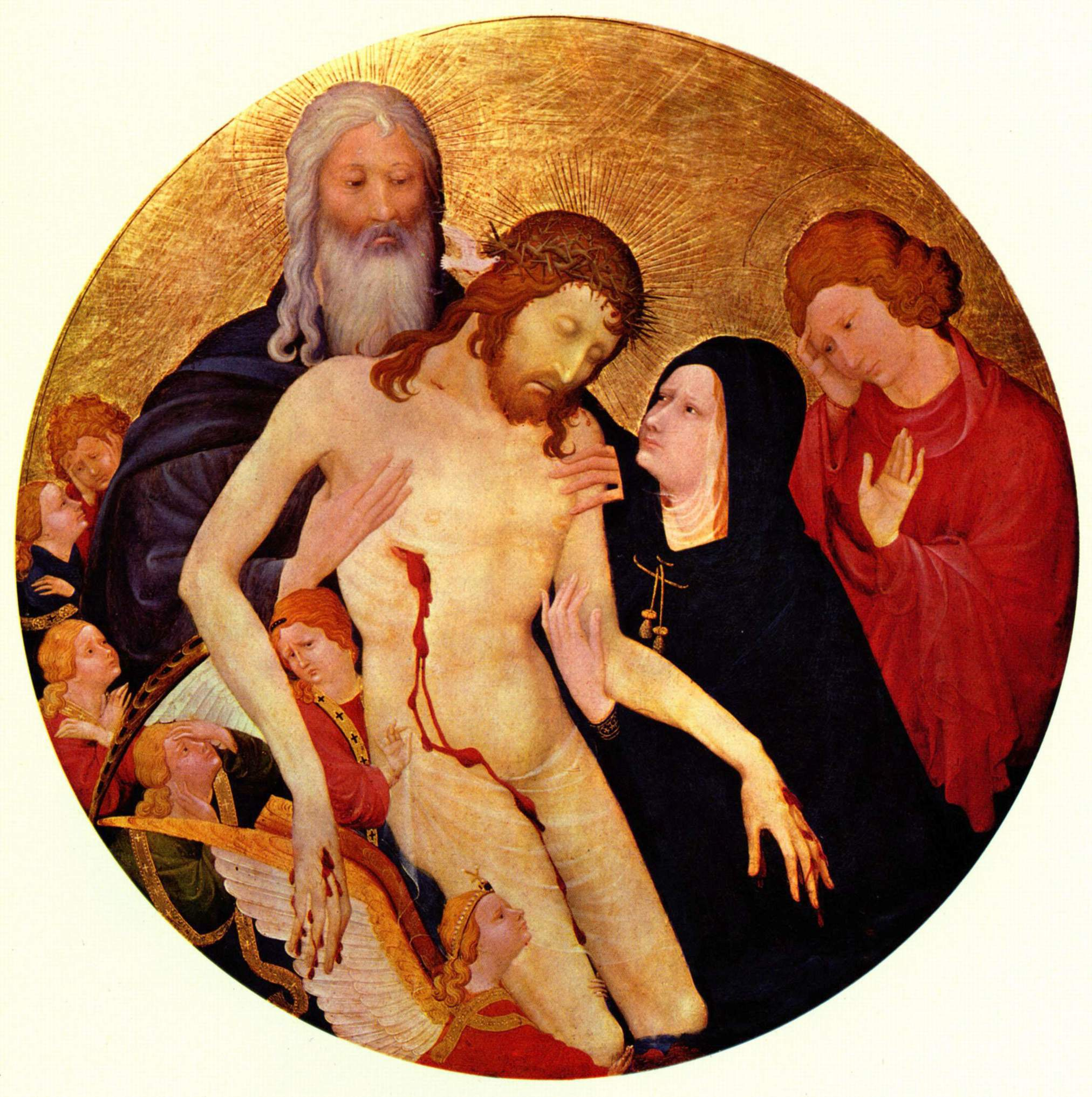
La Grande Pietà ronde du musée du Louvre.

Il s'agit du seul tableau dont l'attribution à Jean Malouel fait consensus chez les historiens de l'art (Paris, musée du Louvre, M.I.692). Cette attribution n'est pourtant pas fondée sur des documents. Il est généralement daté vers 1400. Le revers de ce tondo contient en effet le blason de Philippe le Hardi qui est décédé en 1404. Le tableau est donc daté avant cette année-là. La parfaite réalisation de ce blason n'est pas sans évoquer le fait que Jean Malouel maitrisait la peinture héraldique du fait de sa formation auprès de ses père et oncle. Le style du tableau, pourtant, est très éloigné du style plus archaïque des tableaux plus anciens, notamment ceux attribués généralement à Jean de Beaumetz, le prédécesseur de Malouel. C'est  le cas de La Crucifixion avec les trois Marie, saint Jean et un moine cartusien daté de 1388. Jean Malouel étant le peintre attitré du duc de Bourgogne à cette époque, il est considéré comme l'auteur du tableau.
Il s'agit d'une image de dévotion, destinée à l'usage personnel du duc Philippe, servant comme retable portatif, dont la présence dans les collections des ducs de Bourgogne est attestée en 1420. Image composite, elle représente la Trinité (le Père, la colombe du Saint-Esprit et le Fils) ainsi que l'homme de douleurs (le Christ à la couronne d'épines). L'utilisation de l'image de l'homme de douleur comme image de dévotion privée est une pratique assez courante dans l'aristocratie française de cette époque. Mais son association à l'image de Dieu le père, la Vierge et saint Jean est une iconographie originale pour l'époque. Il est associé au thème de la Trinité, cher au duc de Bourgogne. La qualité d'exécution et la richesse des matériaux utilisés – l'or et les pigments les plus rares – atteste d'une œuvre de la main d'un grand artiste, peintre officiel des ducs.

#### Christ de pitié soutenu par saint Jean

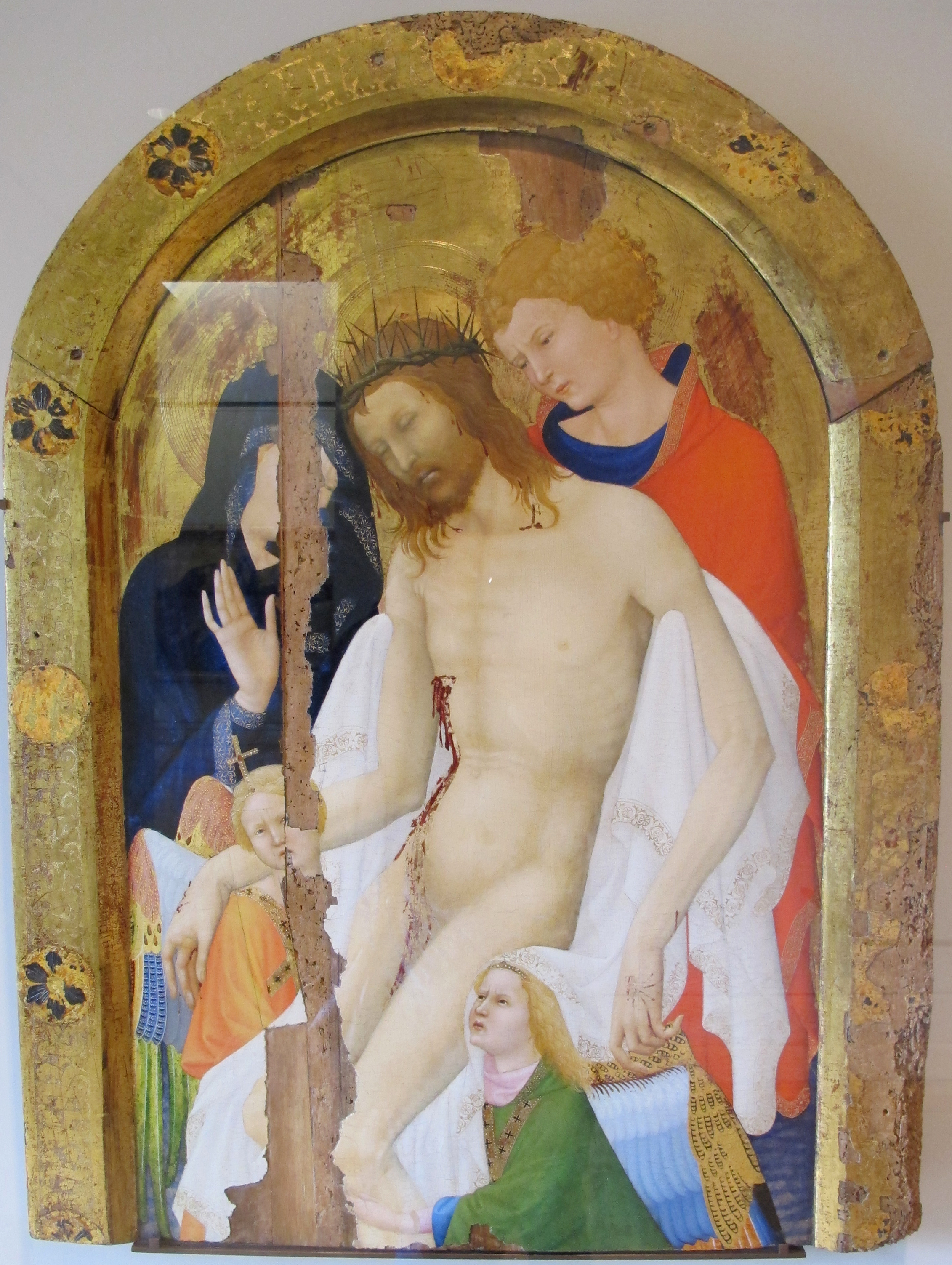
Christ de pitié, musée du Louvre.

Appelé aussi Le Christ de pitié soutenu par saint Jean l'Évangéliste en présence de la Vierge et de deux anges, ce panneau peint a tempera est conservé au musée du Louvre (R.F.2012-1). Longtemps resté inconnu et conservé en main privée, le tableau provient de l'église de Vic-le-Comte (Puy-de-Dôme). Il est acquis en janvier 2012 pour 7,8 millions d’euros grâce au mécénat du groupe AXA. La très grande qualité du tableau rappelle immanquablement la Grande Pietà ronde et son iconographie ce qui a contribué à l'attribuer à Jean Malouel. Cependant, plusieurs éléments sont différents : la nature des matériaux utilisés ne rappellent pas ceux présents dans les œuvres provenant des ateliers des ducs de Bourgogne. À tel point que, les historiens de l'art ont avancé une provenance plutôt parisienne ou de la ville de Bourges. Il pourrait avoir été commandé plutôt par Jean de Berry et la conservatrice du Louvre Dominique Thiébaut a proposé finalement d'y voir peut-être la main des frères de Limbourg.

#### Vierge aux papillons

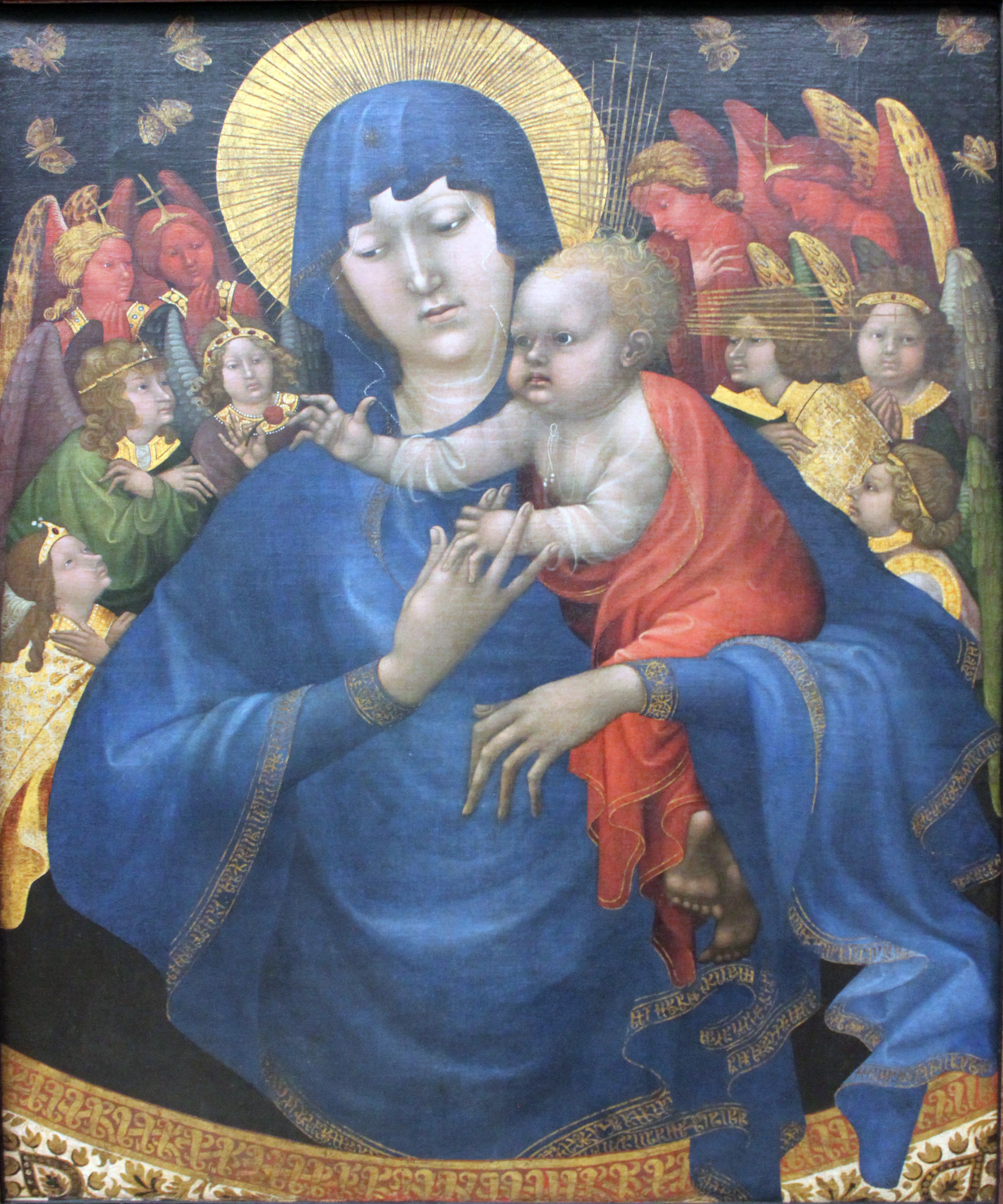
Vierge aux papillons, Berlin.

Appelé aussi Vierge à l'Enfant avec les anges (Berlin, Gemäldegalerie, 87.1), il est réputé comme le plus ancien tableau sur toile de la peinture franco-flamande. Cet usage très précoce de la toile pourrait s'expliquer par la tradition de l'usage du tissu dans la peinture héraldique et particulièrement de la toile de lin. Or Malouel a justement une formation de peintre en héraldique. Le panneau est attribué généralement à l'atelier de la cour de Bourgogne, en raison de sa proximité avec la Grande Pietà ronde et du Martyre de saint Denis et sa datation est en général fixée vers 1415. Mais son attribution précise hésite selon les historiens de l'art entre la main de Malouel et celle d'Henri Bellechose, son successeur à la tête de l'atelier ducal en 1415. Les similarités dans les visages et les modèles de drapés entre la Vierge aux papillons et la Grande Pietà font pencher pour une attribution à Malouel. Il a été émis l'hypothèse qu'il s'agissait d'un panneau de diptyque faisant face à un portrait de Jean sans Peur, dont on ne connait plus aujourd'hui qu'un dessin tardif, mais les historiens tendent de plus en plus à y voir une œuvre autonome, l'Enfant Jésus n'étant pas tourné vers un commanditaire extérieur de la toile mais vers un des anges au sein du tableau, ;

#### LeMartyre de saint Denis

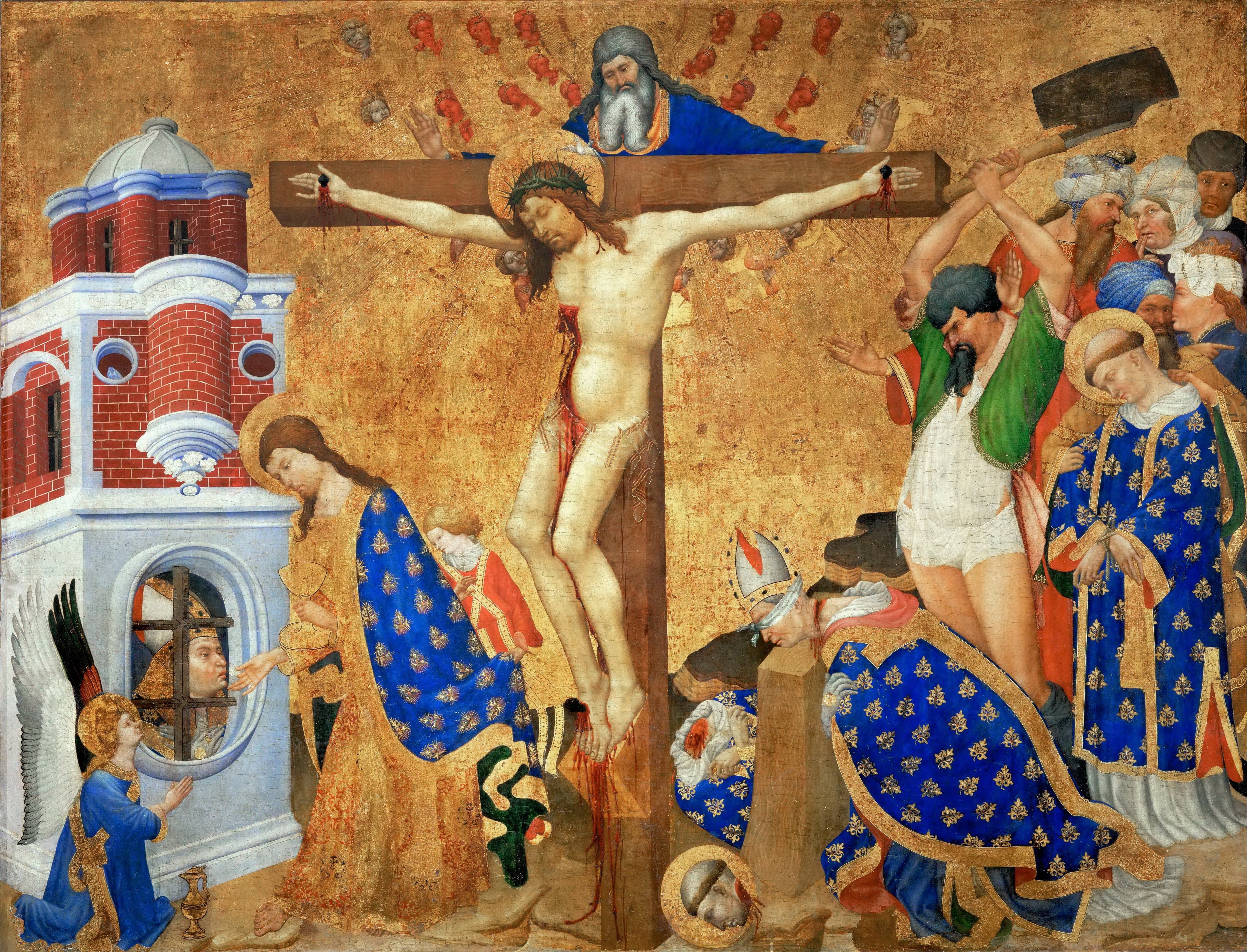
Le Martyre de saint Denis, musée du Louvre.

Ce tableau est conservé au musée du Louvre (M.I.674). Son attribution a, elle aussi, été longtemps hésitante entre Malouel et Bellechose. Un texte des archives ducales daté de mai 1416 indique que Jehan Lestot, epicier à Dijon a fourni des pigments à Henri Bellechose pour « parfaire » un tableau représentant la vie de saint Denis. Cette phrase pourrait sous-entendre que Bellechose n'a fait qu'achever une peinture entamée par son prédécesseur à la tête de l'atelier ducal, à savoir Jean Malouel. Pourtant, l'historienne de l'art Nicole Reynaud a souligné dès 1961 le fait que les dimensions indiquées dans le document ne correspondent pas à celles de ce tableau du Louvre. Par ailleurs, selon elle, il existe dans ce dernier une réelle unité stylistique qui exclut la possibilité d'y voir la trace de deux peintres. Voilà pourquoi désormais, la majorité des historiens penchent désormais pour le second.
Pour Pieter Roelofs cependant, il pourrait s'agir du même tableau. En effet, selon lui, les dimensions actuelles ne prennent pas en compte le cadre qui a désormais disparu et qui pouvait tout à fait mesurer jusqu'à 10 cm de large de chaque côté, auxquels peuvent s'ajouter les 2 ou 3 cm qu'il a perdu au moment de sa transposition sur toile en 1852. Par ailleurs, selon lui, il pourrait s'agir d'un des cinq retables entamés en 1398, car selon lui, il n'est pas inhabituel à l'époque que l'achèvement d'une telle commande prenne autant de temps, un chef d'atelier étant affairé à de nombreuses autres commandes en même temps. Enfin, l'analyse du dessin sous-jacent corroborerait son hypothèse selon lui, car il aurait été repéré deux types de dessin qui permettrait de soutenir l'idée qu'il a été entamé par Malouel et achevé par Bellechose.

### Œuvres attribuées à son atelier
Un groupe d'œuvres est attribué à l'atelier des peintres des ducs de Bourgogne du temps où Malouel le dirige :
- Le Christ descendant de la croix du Musée des beaux-arts de Troyes (855.3)[27], vers 1410-1420 : longtemps interpreté comme une Pietà, il s'agit en réalité d'un Christ de pitié, comme les deux tableaux du Louvre attribués à Malouel. Le style du tableau s'en rapproche, l'artiste ayant probablement eu accès aux modèles de l'atelier des ducs de Bourgogne, appartenant au cercle de Malouel ou de Bellechose. Cependant, la qualité des matériaux utilisés est de qualité nettement moindre que celle des deux autres, ce qui empêche une attribution à l'un des peintres officiels du duc. Parfois attribuée à Henri Bellechose[28].
- La Petite Pietà ronde, vers 1410-1420, au musée du Louvre (R.F.2216)[29] : plusieurs détails dans la peinture rappellent le tableau de Troyes ou la Mise au tombeau du Louvre : les étoiles à huit pointes dans le fond, les inscriptions pseudo-coufique sur le cadre, les traits d'or sur les vêtements des personnages. Cela fait dire aux historiens de l'art qu'ils proviennent du même atelier, mais pas par la même main. Cependant, pour Dominique Thiébaut, le style se rapproche plus du Martyre de saint Denis et selon elle, il doit être plutôt attribué au cercle voire à Henri Bellechose lui-même[30].
- Mise au tombeau, vers 1410-1420, musée du Louvre (M.I.770)[31] : Charles Sterling a pensé que le commanditaire représenté était Jean de Berry, mais cette identification n'est plus retenue. Le style général des personnages et plusieurs détails rappellent l'atelier des ducs, mais les traits sont jugés trop grossiers pour être attribuée à Henri Bellechose mais plutôt à un de ses assistants[32].
- La Vierge à l'Enfant de l'ancienne collection Carlos de Beistegui, actuellement au musée du Louvre (R.F. 1942-29)[33] : les visages de la Vierge et de l'Enfant Jésus présentent de grandes ressemblances avec ceux de la Vierge aux papillons, ainsi que les cheveux bouclés du Christ. Ceci semble indiquer une origine commune[34].

œuvres attribuées à l'atelier de Jean Malouel ou de son successeur
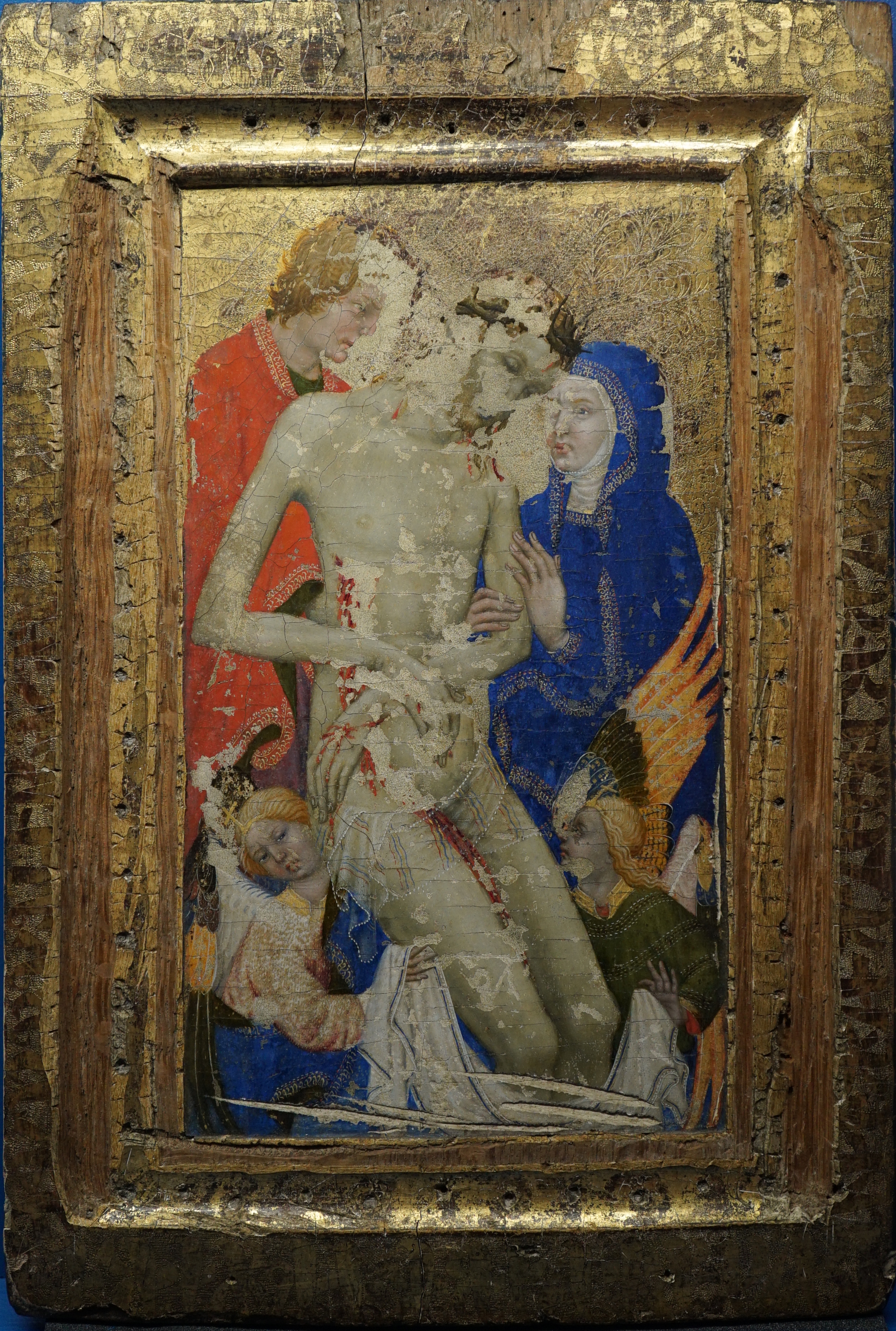
Christ descendant de la croix, musée des beaux-arts de Troyes.
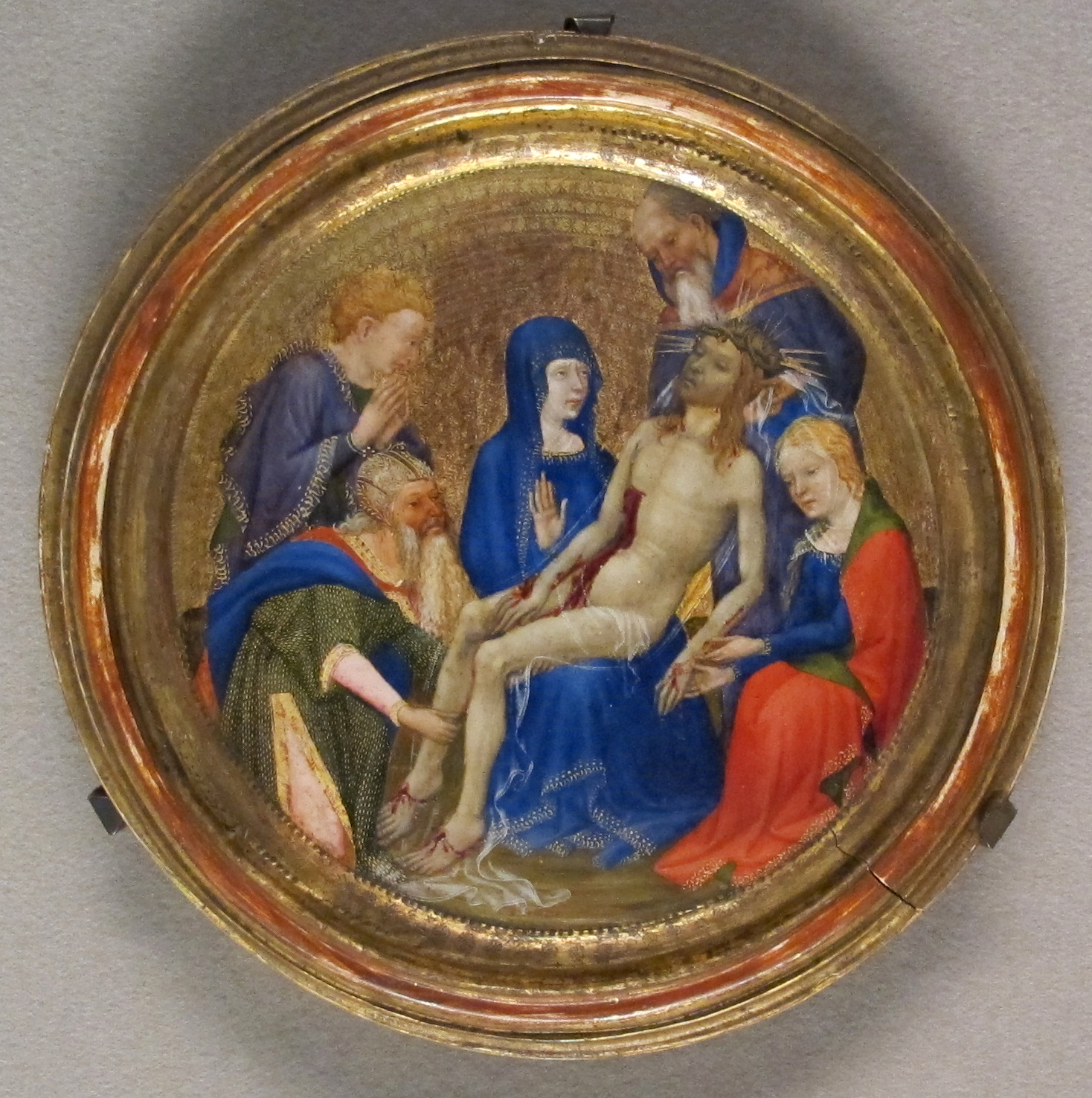
Petite Pietà ronde, musée du Louvre.
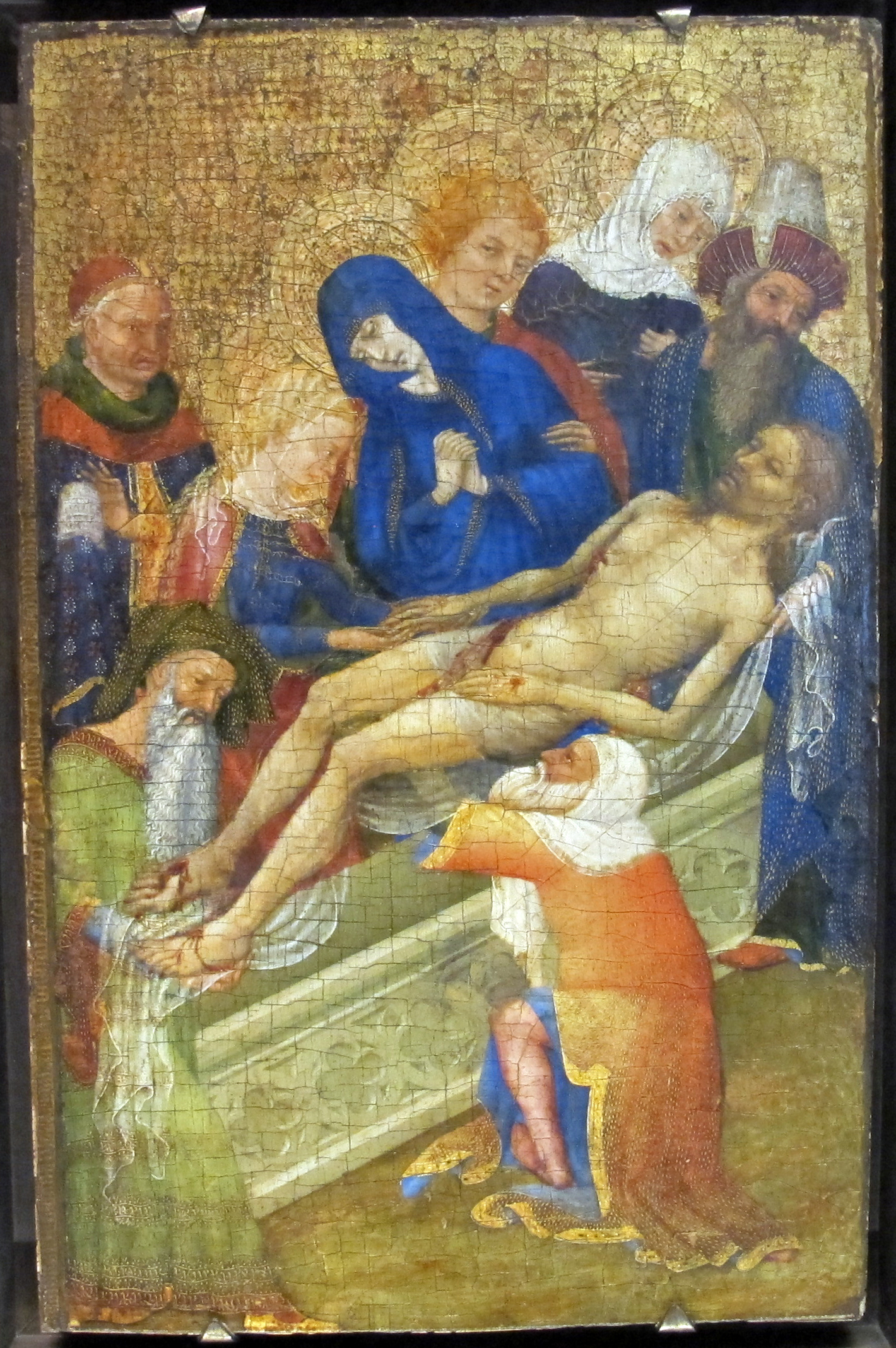
Mise au tombeau, musée du Louvre.
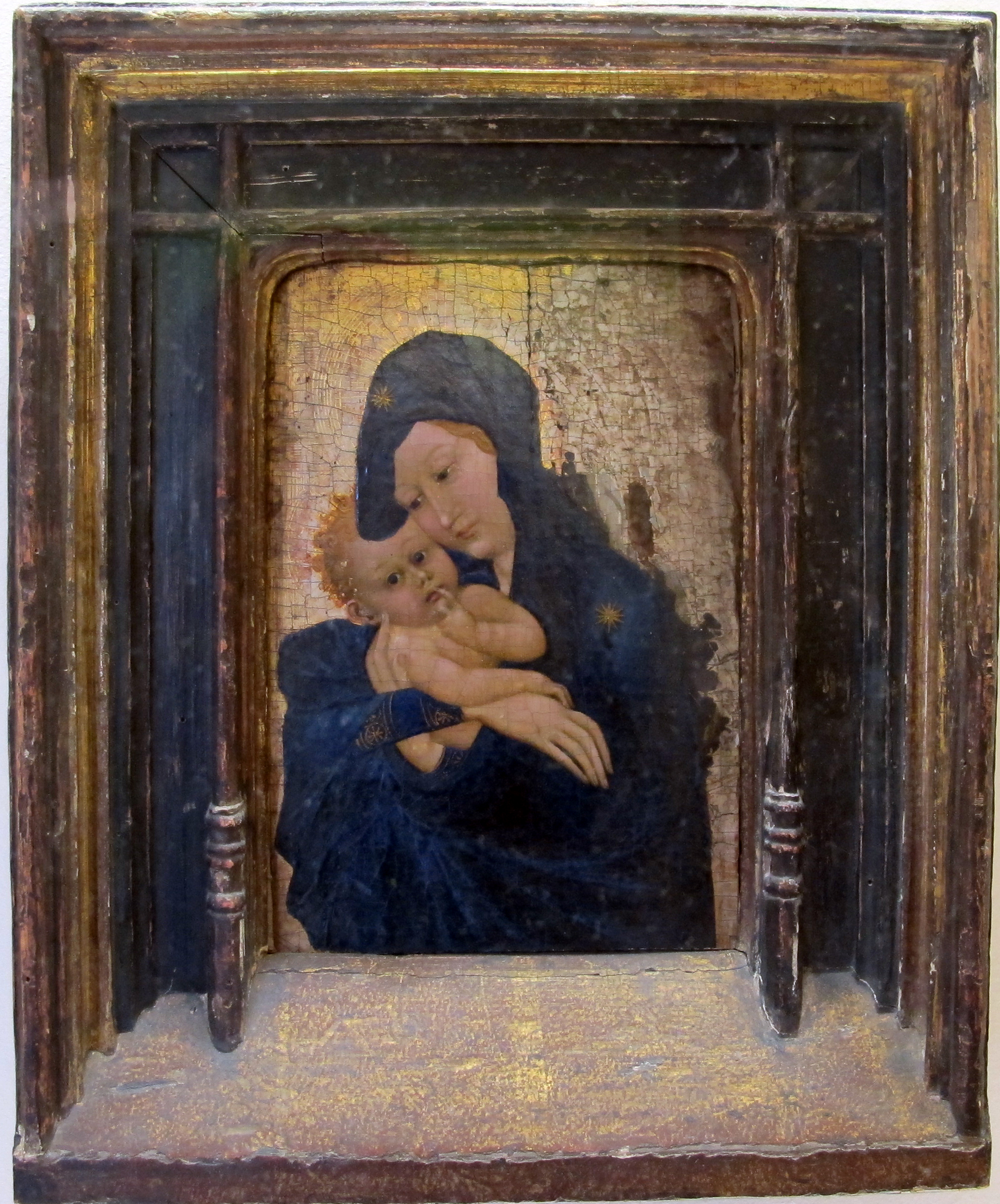
Vierge à l'Enfant, musée du Louvre.

D'autres œuvres ont été attribuées autrefois à Jean Malouel ou à son atelier : une Crucifixion aujourd'hui conservée dans l'église Saint-Pierre-et-Paul de Kranenburg, près de Clèves, proposée par Friedrich Gorissen. Cette attribution n'est désormais plus retenue et datée vers 1420. Albert Châtelet a proposé de lui attribuer le Quadriptyque de Philippe le Hardi provenant de la chartreuse de Champmol aujourd'hui partagé entre le Musée Mayer van den Bergh à Anvers et le Walters Art Museum à Baltimore, mais là-encore, les historiens préfèrent y voir la main d'un anonyme rhénan.

### Malouel portraitiste
Jean Malouel, peintre officiel de deux ducs de Bourgogne, a probablement réalisé plusieurs portraits officiels mais aucun n'a été conservé. Il reçoit un paiement en 1413 pour un portrait du duc Jean envoyé à Jean Ier du Portugal aujourd'hui perdu. Les historiens de l'art se sont demandé s'il n'était pas à l'origine des modèles de certains des portraits de Philippe le Hardi et de Jean sans Peur tardifs encore conservés. Un portrait de Jean sans Peur, tenant un rubis à la main, est aujourd'hui conservé au musée du Louvre et daté de la fin du XVe siècle. Le modèle originel de ce tableau est daté du début du même siècle et attribué à Malouel. Un autre portrait de Philippe le Hardi, tenant lui-aussi un rubis en main, et que l'on connait uniquement par une  estampe du XVIIIe siècle, est daté entre 1397 et 1404. Il est lui-aussi attribué à Jean Malouel. Un autre portrait de Jean sans Peur, dont on ne conserve qu'un dessin du XVIIIe siècle (BNF, Bourgogne 20, fo 308), a été vu parfois comme une œuvre de Malouel, pendant de la Vierge aux papillons au sein d'un diptyque. Cependant, ce tableau était probablement posthume, soit après la mort du peintre et n'était sans doute pas orienté dans le bon sens pour constituer un tel pendant.

Portraits d'après des originaux perdus de Jean Malouel
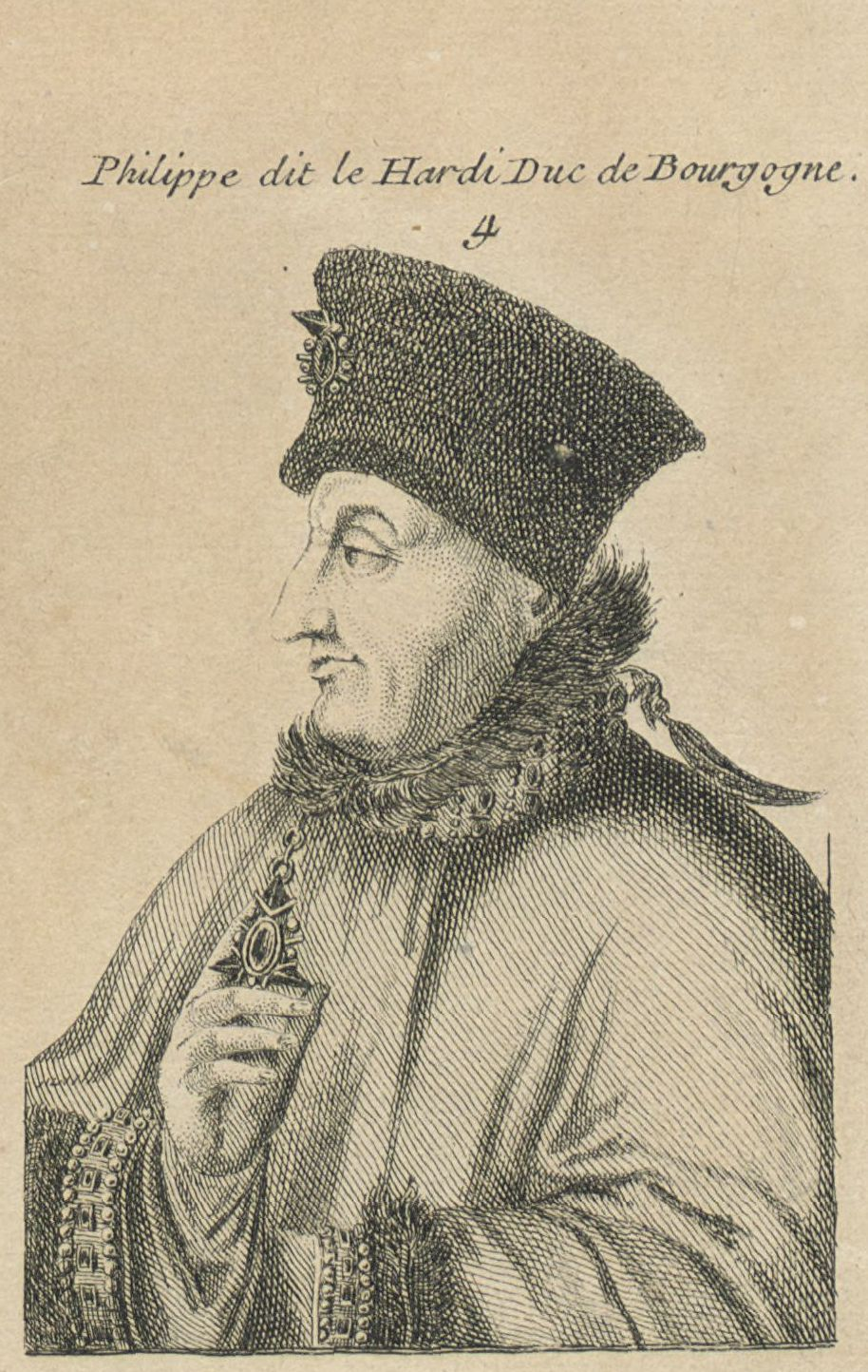
Portrait de Philippe le Hardi, estampe, vers 1729-1733.
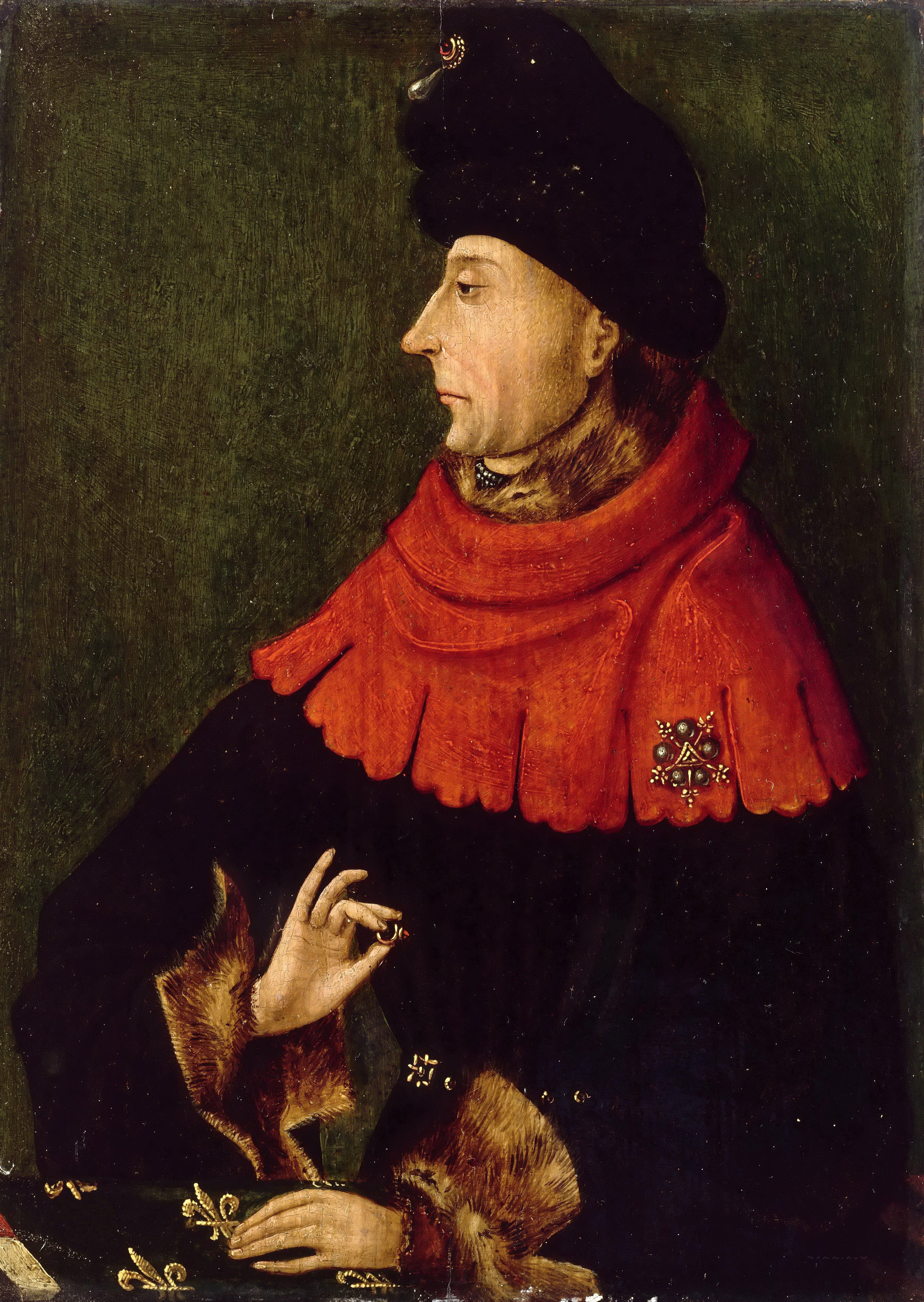
Portrait de Jean sans Peur, fin du XVe siècle, musée du Louvre.
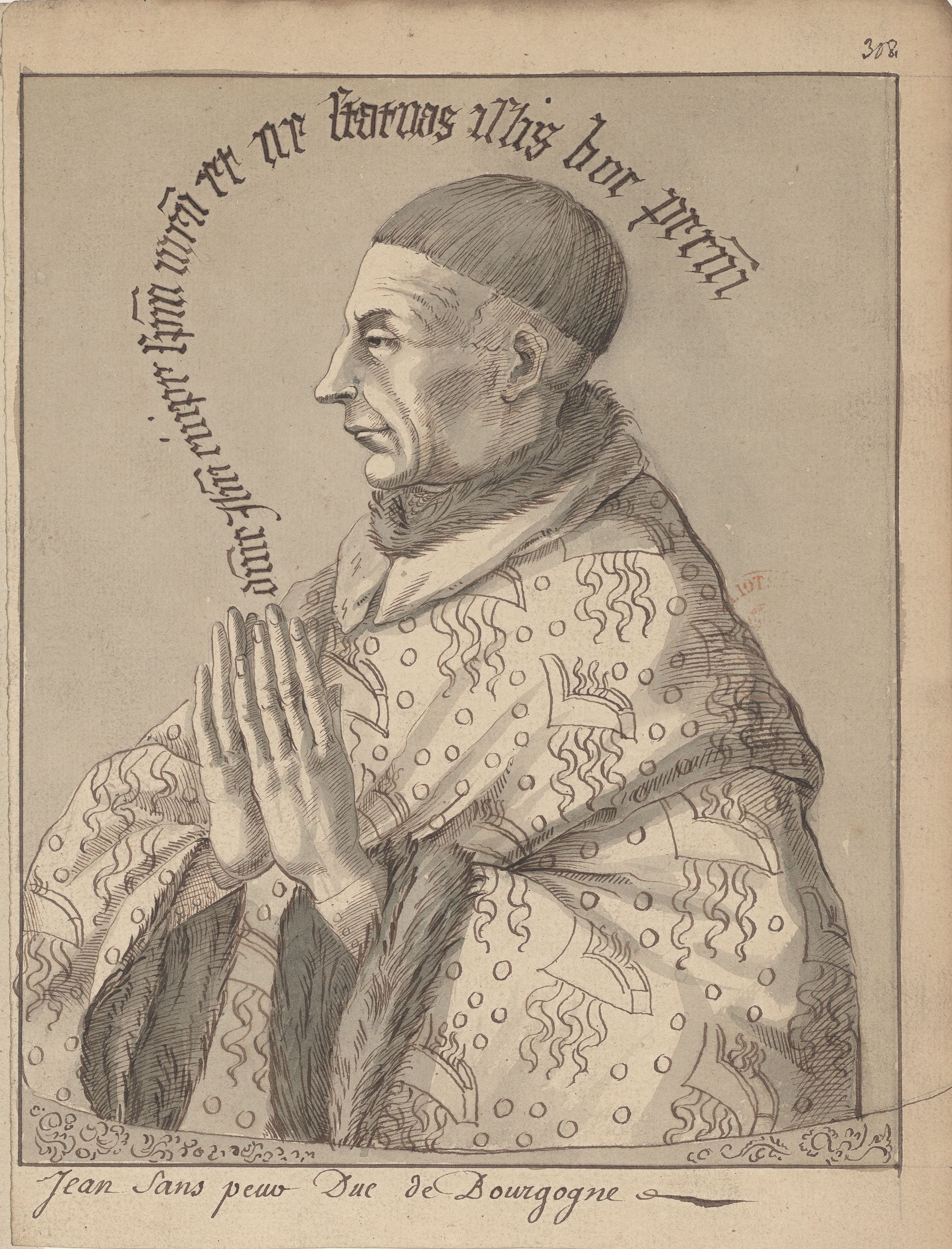
Portrait de Jean sans Peur, après 1415, ce portrait n'est plus attribué à Jean Malouel.

### Malouel polychromiste

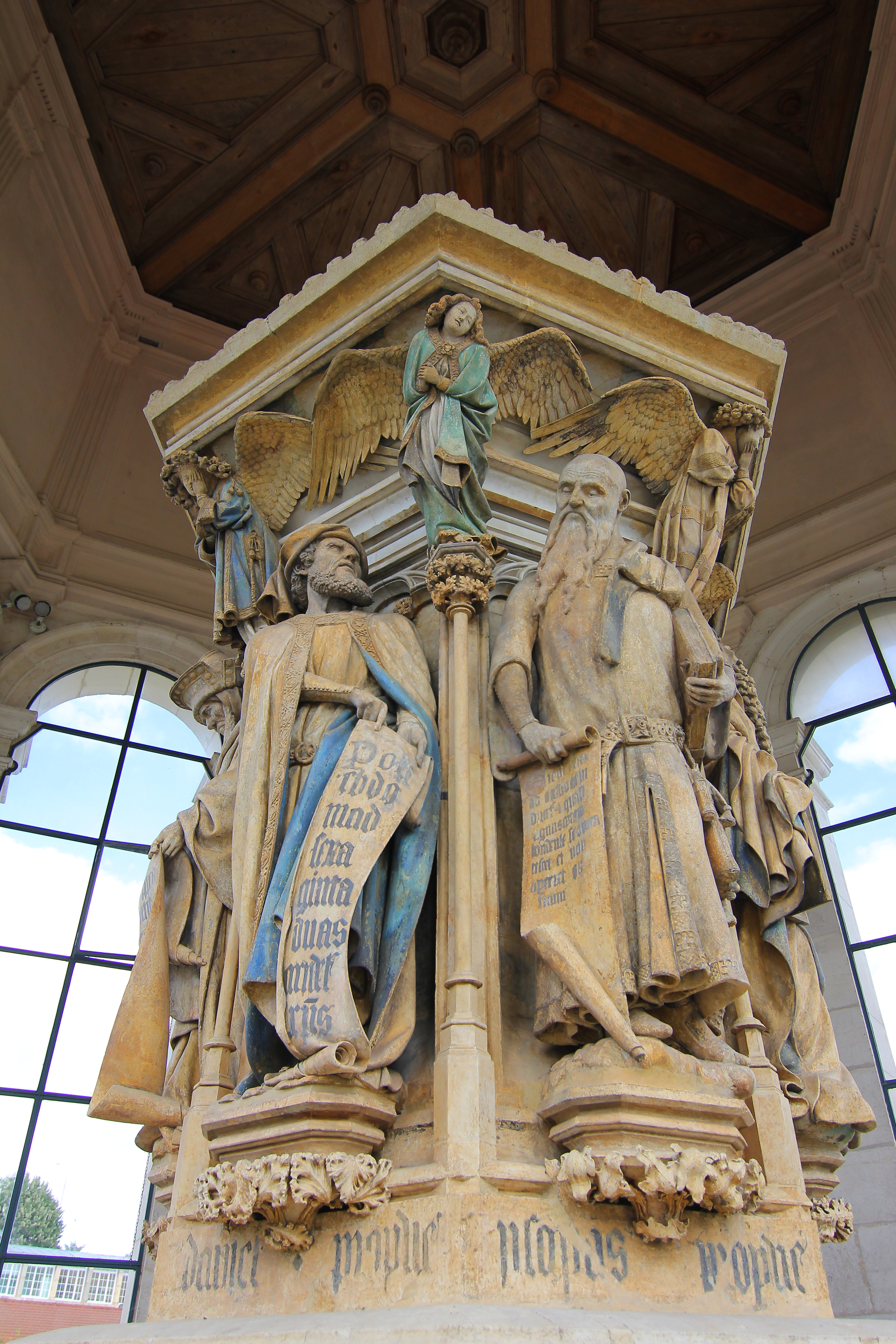
Le Puits de Moïse présentant encore ses peintures polychromes.

Plusieurs documents attestent du rôle de Jean Malouel dans la peinture polychrome de sculptures ou d'éléments architecturaux. En 1398, il est payé pour la peinture du portail du grand cloître de la chartreuse de Champmol, notamment de nuit puisque des torches sont payées par le duc pour l'éclairer. La même année il réceptionne cinq tables d'autel en bois destinés au château de Germolles et qu'il doit peindre. Mais c'est surtout son travail sur le Puits de Moïse qui reste le plus célèbre car le mieux documenté et le seul subsistant. Il travaille en étroite collaboration avec le sculpteur du duc, Claus Sluter. Il est amené à superviser le début des travaux dès 1399 puis commence le travail de dorure de la croix et du Christ à partir de juin 1400. Il délègue en réalité une partie de ce travail à un collaborateur du nom de Guillaume. La peinture en tant que telle du calvaire commence à l'été et l'automne 1402. Un échafaudage en bois est installé afin que le maître puisse travailler directement sur place. Une grande commande d'or, de riches pigments et de torches pour travailler la nuit est passée auprès d'un fournisseur dijonnais du duc. Il y œuvre ainsi pendant un an, jusqu'à l'été 1403, toujours assisté d'un aide pour la dorure denommé Hermann de Cologne. Le résultat est salué par tous les témoins du calvaire, qui décrivent autant la qualité de la sculpture que de la peinture. En 1410, Malouel participe à la polychromie d'un dernier chef-d'œuvre pour son duc : celle de son tombeau, entamé aussi par Sluter et achevé par son neveu Claus de Werve.

### Malouel enlumineur
Un livre de compte des ducs de Bourgogne daté de 1399 indique un paiement à Malouel « pour faire enlemenures en peintre ». Cependant, aucun manuscrit ne lui est attribué directement par les textes. Un manuscrit lui a longtemps été attribué : le Missel Gotha aujourd'hui conservé au Cleveland Museum of Art, sur la base de la première miniature, qui contient une représentation du Christ mort similaire à celle de la Grande Pietà ronde. Cependant, le manuscrit est daté vers 1375, bien avant l'arrivée de Malouel en France, et il est attribué désormais au cercle de Jean Bondol, un artiste flamand actif auprès de Charles V. Toujours sur la base des personnages de la Grande Pietà, un autre missel, cette fois-ci conservé à la bibliothèque de l'université de Heidelberg (Cod.Sal.IXa), mais là encore, il est désormais attribué au cercle du Maître de Bedford. Par la suite, une miniature de l'Annonciation tirée des Heures de Beaufort lui est attribuée par l'historienne de l'art Margaret Rickert (en) sans rencontrer l'assentiment des autres spécialistes. Plus récemment, Patricia Stirnemann a proposé de voir la main de Malouel dans certains détails des miniatures des Très Riches Heures du duc de Berry : la chasuble et la gestuel du saint dans le Martyre de saint Marc (fo 19 vo), ainsi que dans la Vierge de L'Annonciation (fo 26 ro) et dans L'Adoration des mages (fo 52) qui rappelle dans ce dernier cas la Vierge aux papillons. Selon elle, les modèles et textures utilisés dans ces deux peintures s'éloignent de ceux des frères Limbourg mais rappellent au contraire, ceux de Jean Malouel.
- Miniatures ayant été attribuées à Jean Malouel

"Miniatures
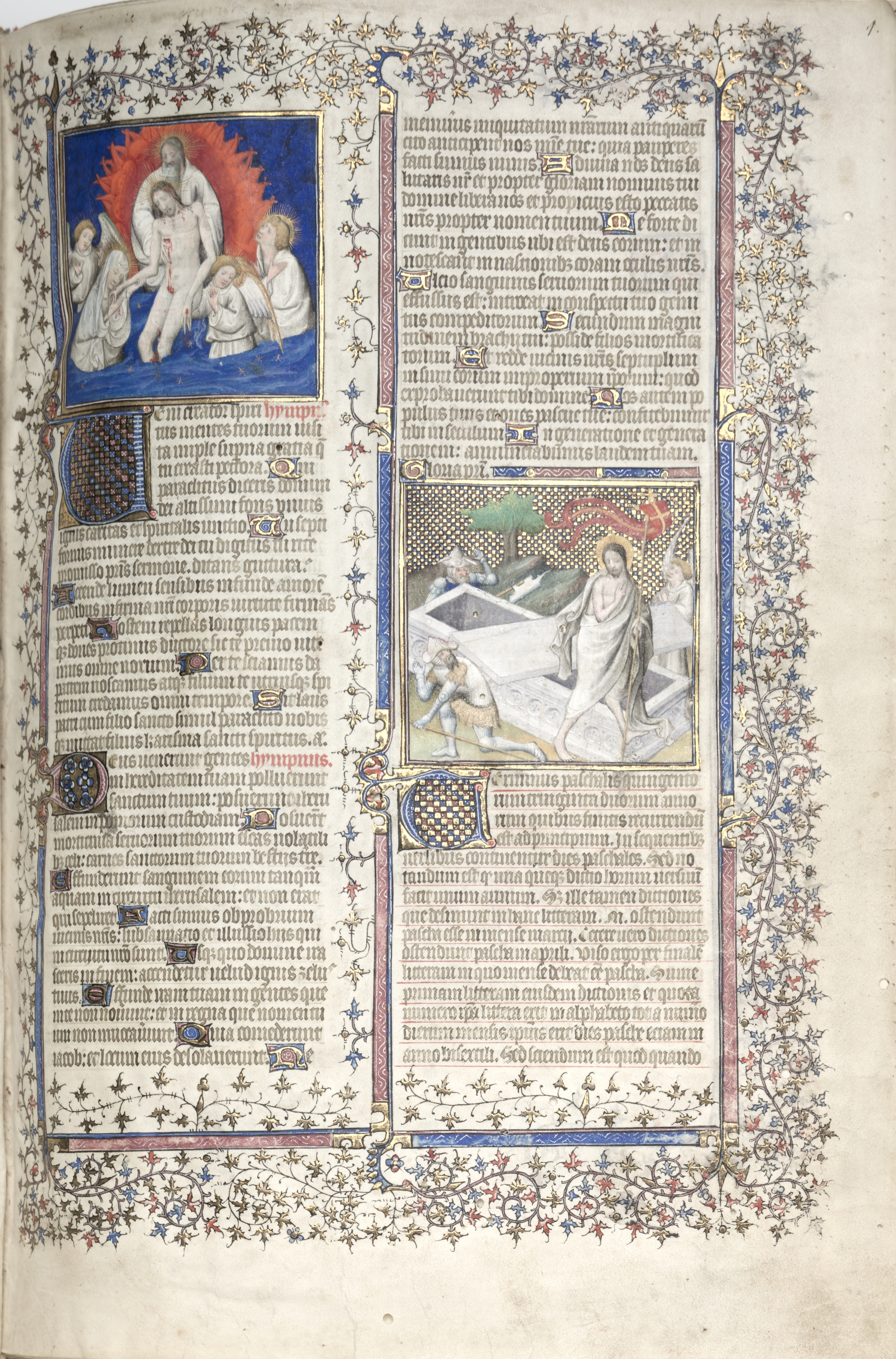
Missel Gotha, Trinité et Résurrection, fo 1 ro.
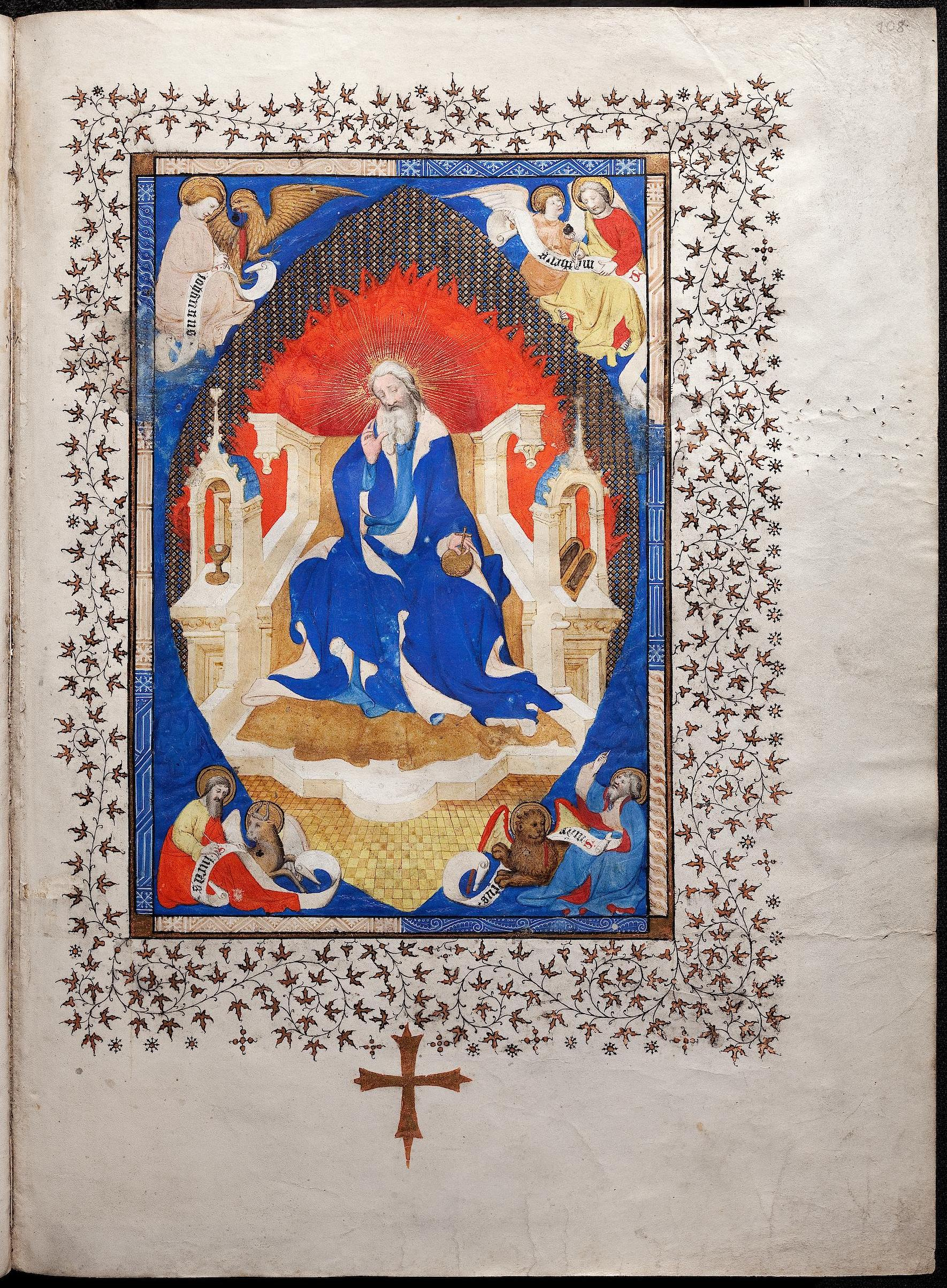
Missel parisien, Majestas domini, bibliothèque de l'université de Heidelberg, Cod.Sal.IXa, fo 108 ro.
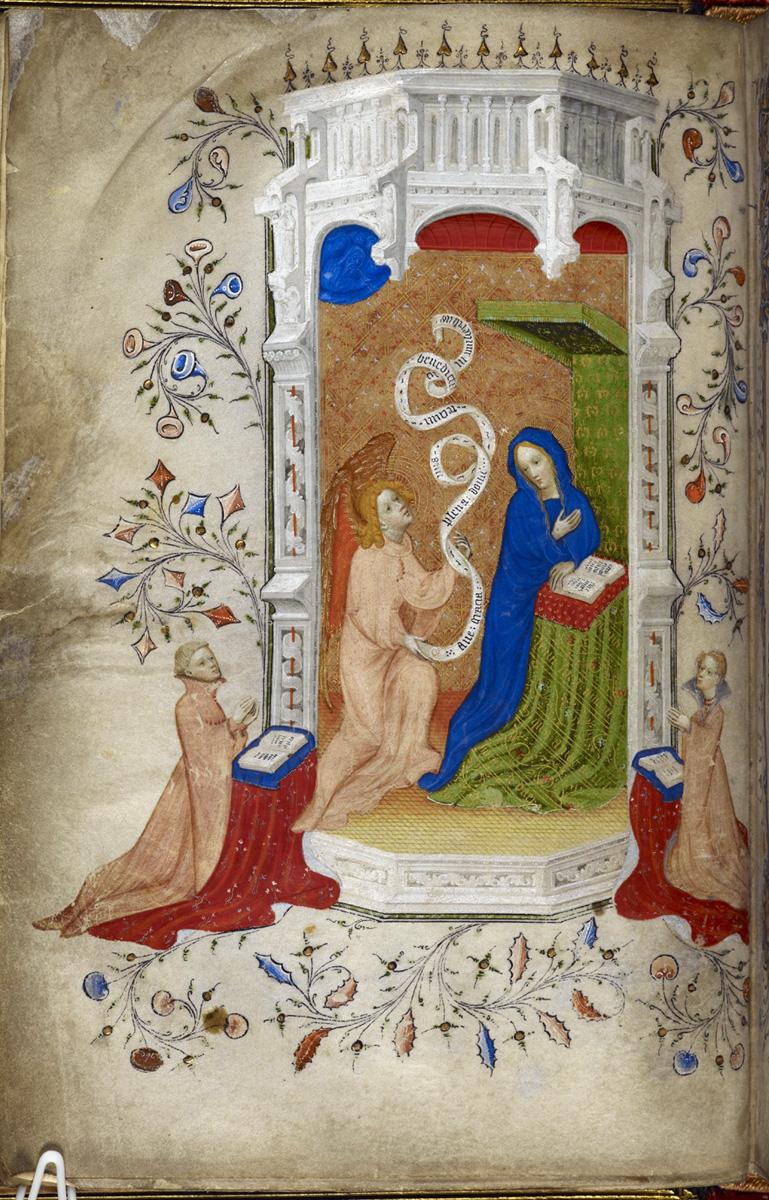
Heures de Beaufort, Annonciation, fo 23 vo.
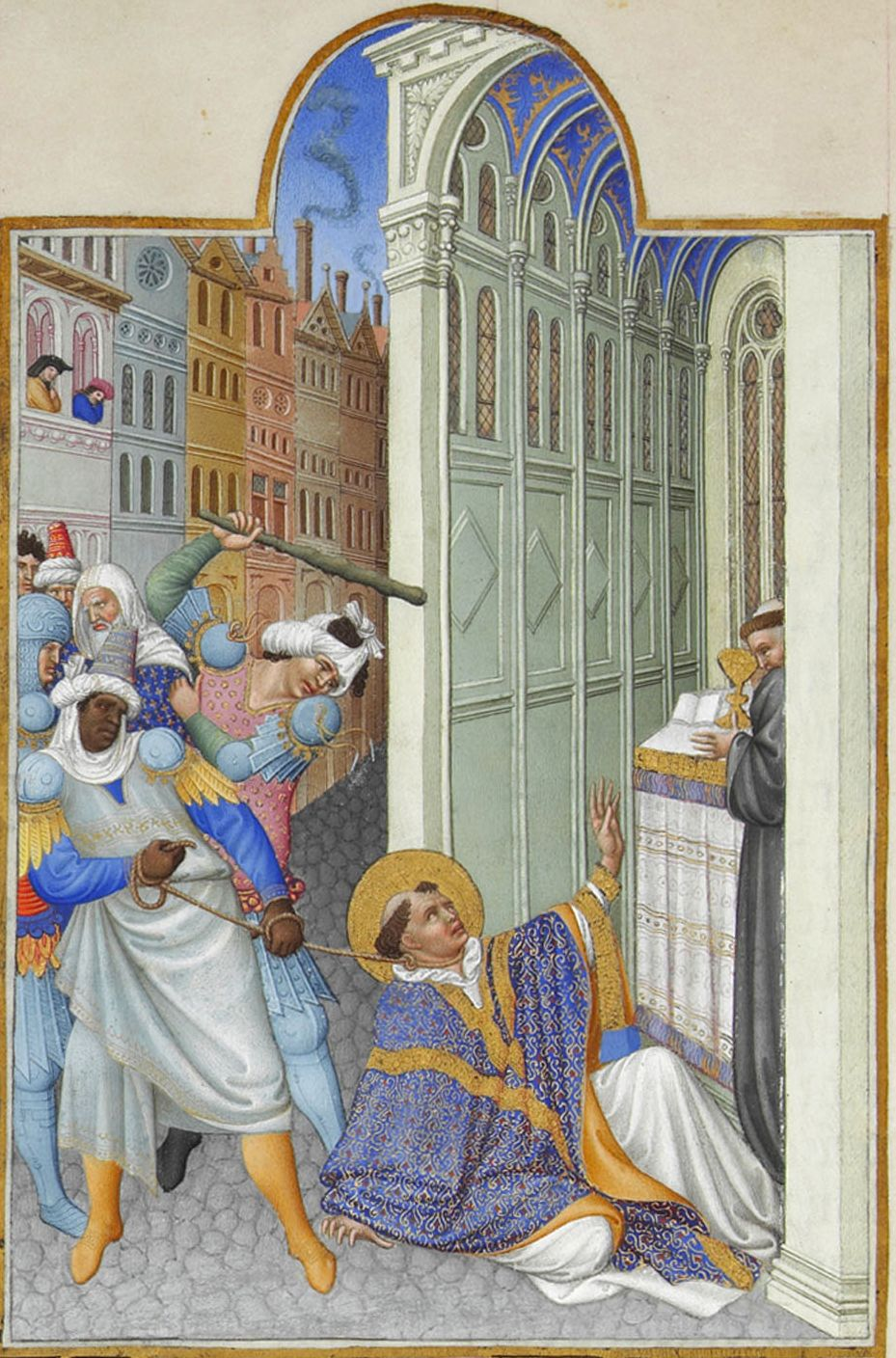
Les Très Riches Heures du duc de Berry, Martyre de saint Marc, fo 19 vo.

### Malouel dessinateur

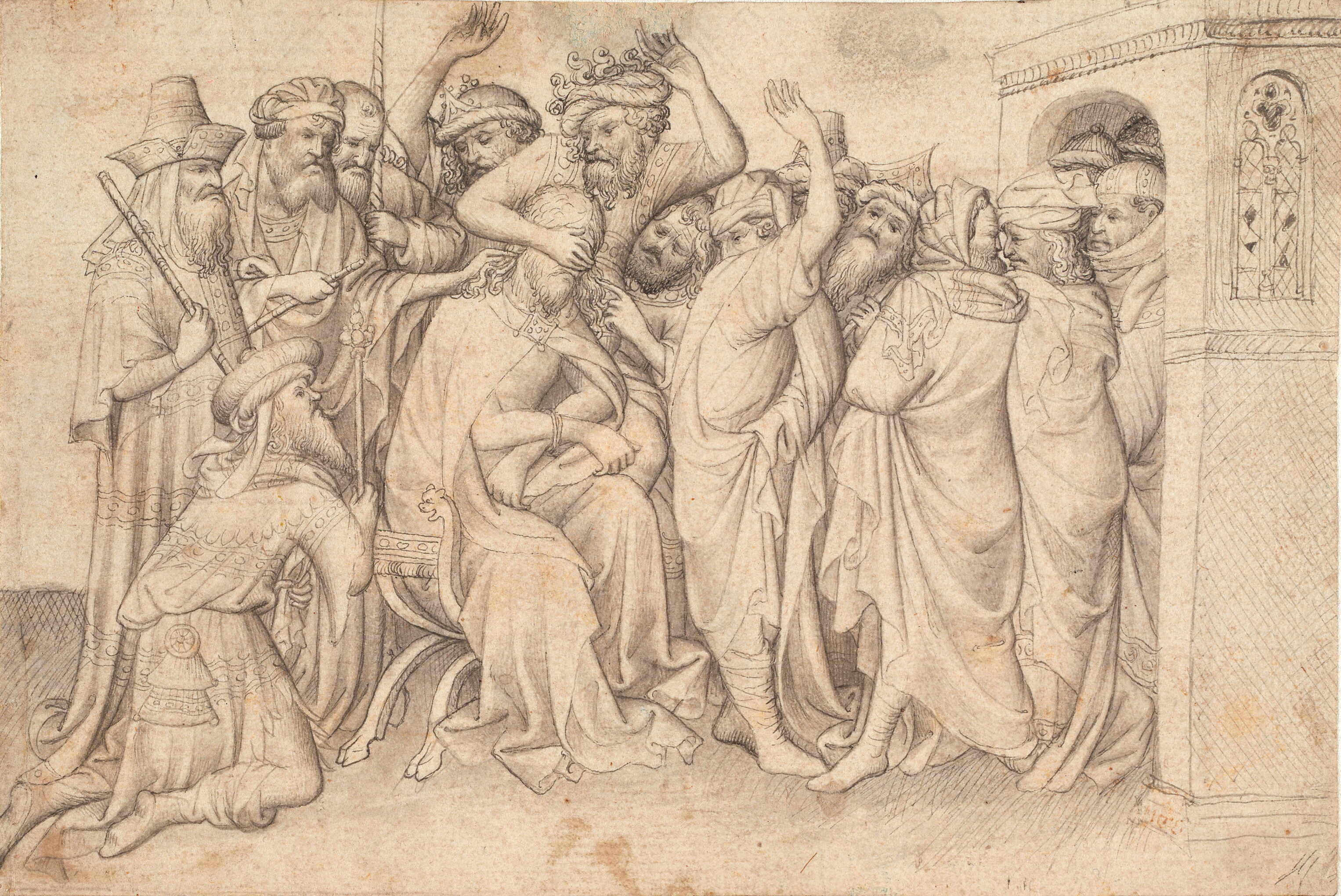
La Dérision du Christ, Statens Museum for Kunst, Copenhague.

Aucun dessin ne peut être attribué avec certitude à Jean Malouel. Néanmoins, plusieurs dessins trouvent leur origine dans des modèles liés à Malouel et surtout à ses neveux, les frères de Limbourg. C'est le cas de La Dérision du Christ (Statens Museum for Kunst, Copenhague, GB2971). Ce dessin est rapproché des œuvres des frères de Limbourg, rappelant plusieurs personnages de la miniature sur le même sujet dans les Belles Heures du duc de Berry (fo 131 vo). Le dessin est généralement attribué à leur entourage, de même que deux dessins présents dans le Recueil de dessins de Jacques Daliwe (Bibliothèque d'État de Berlin, A74) dont l'un représente aussi la flagellation du Christ. L'historien de l'art Victor M. Schmidt a proposé d'y voir une œuvre inspirée de Jean Malouel, car selon lui, le format horizontal du dessin rappelle une œuvre de grand format sur panneau et le seul peintre de grand format attesté appartenant au cercle des frères de Limbourg est Jean Malouel lui-même.

## Techniques picturales
Il est difficile de définir les techniques et le style précis d'un peintre dont on ne conserve aucune œuvre attestée. Néanmoins, huit tableaux qui sont généralement attribués à lui ou à son atelier conservées en France ont fait l'objet de différentes études par le Centre de recherche et de restauration des musées de France en utilisant les technologies avancées appliquées aux œuvres d'art : photographie ultraviolet ou infrarouge, radiographie, spectrométrie de fluorescence des rayons X, analyses dendrochronologiques, microscopiques, chromatographiques et microchimiques. Elles ont permis de déterminer les grandes caractéristiques des techniques picturales utilisées par Jean Malouel ou, à défaut, par son atelier à son époque.

### Le support

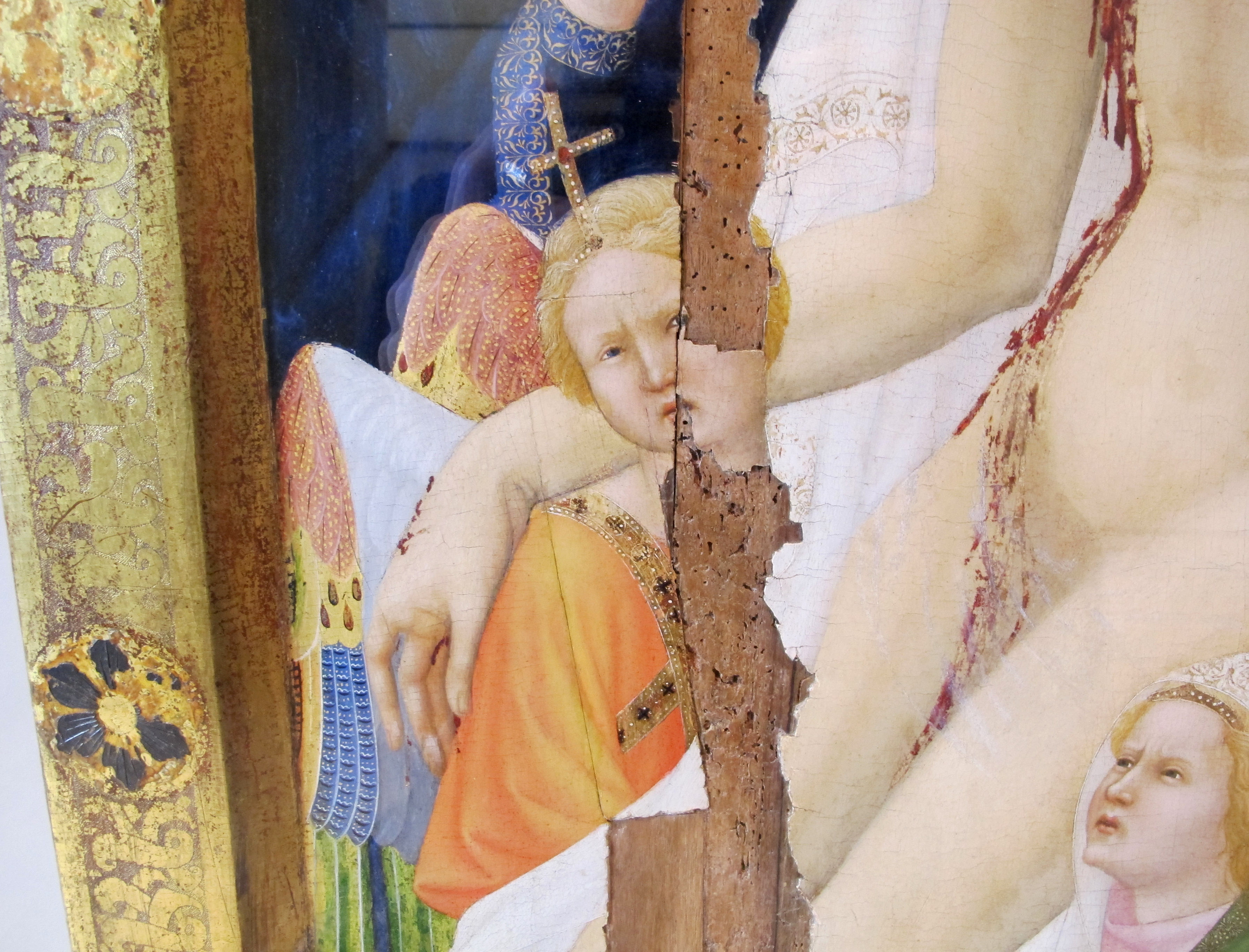
Détail du Christ de pitié du Louvre laissant apparaitre le panneau fait de plusieurs planches et le cadre décoré d'inscriptions pseudo-coufiques.

Le support utilisé le plus fréquemment est le noyer ou le chêne d'origine locale. Les archives ducales mentionnent de nombreuses commandes de ces deux essences, généralement en provenance de Bourgogne. Seul le Christ de pitié révèle la présence de chêne de la Baltique sur une traverse de son support. Lorsque plusieurs planches ont été utilisées, elles étaient fixées à l'aide d'une toile de lin, là encore à l'exception du Christ de pitié. Les comptes ducaux mentionnent plusieurs commandes de ce type de toiles. Plusieurs tableaux ont perdu leur cadre original, mais lorsque celui-ci est conservé, comme dans le cas de la Grande Pietà ronde, la Mise au tombeau ou du Christ de pitié de Troyes, celui-ci est fait de la même pièce de bois. Là encore, le Christ de pitié du Louvre se distingue par un cadre fait de plusieurs pièces attachées au panneau par des chevilles. Ces cadres comportaient des décors luxueux dorés et rehaussés d'une pseudo-écriture coufique ou de feuilles de plomb en relief représentant des motifs floraux.

### La couche et le dessin préparatoire
La peinture proprement dite est précédée d'une couche préparatoire faite de carbonate de calcium, ce qui est une pratique courante en Europe du nord. Les comptes de la chartreuse de Champmol attestent de commande de craie probablement à cette fin ainsi que de colle d'origine animale, aussi destinée à la préparation du panneau. Cette couche est parfois complétée de blanc de plomb. Sur cette couche peut se distinguer, à l'aide de la réflectographie infrarouge, un dessin préparatoire sous-jacent : la qualité de ce dessin dans la Grande Pietà ronde et dans la Mise au tombeau est la même, ainsi que dans le Christ de pitié du Louvre. À l'inverse, celui de la Vierge à l'Enfant ne se retrouve que dans les contours, plus fin, presque invisible. Comme déjà évoqué, le Martyre de saint Denis contient lui deux types de dessin sous-jacent : alors que les contours sont tracés finement, les plis des vêtements des personnages sont tracés plus épais.

### L'usage de la feuille d'or

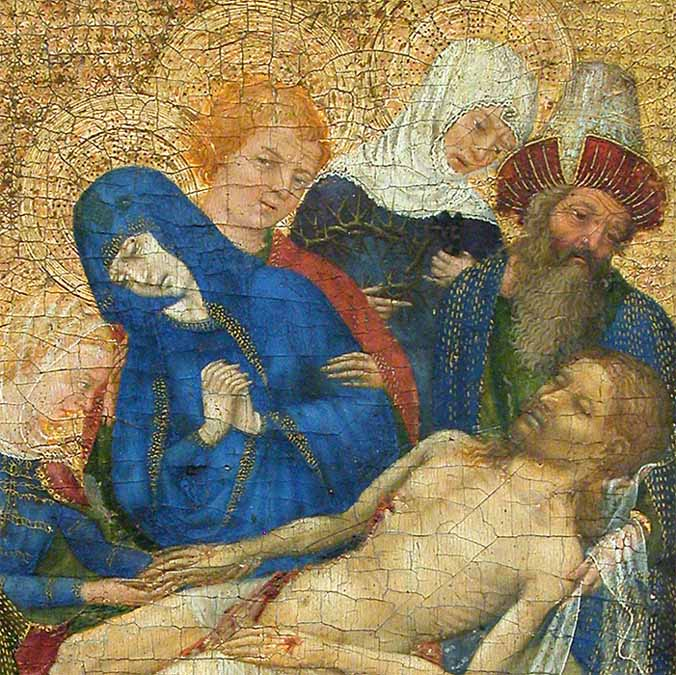
Détail de la Mise au tombeau avec son fond doré poinçonné d'étoiles.

La couche picturale est faite en deux parties. Toutes les peintures du peintre ou de son atelier contiennent une couche de feuille d'or, dans la tradition de la peinture gothique, symbolisant le royaume spirituel de Dieu. Les feuilles d'or utilisées, de qualités diverses, constituent les sommes les plus importantes dépensées pour la décoration des œuvres de la chartreuse. Elles mesurent alors en général 8,5 cm de côté. Des feuilles d'argent sont aussi plus rarement utilisées : elles se retrouvent en petite quantité sur le Christ de pitié du Louvre et le Martyre de saint Denis. Ces feuilles sont collées sur le support après application d'un bol d'Arménie permettant leur fixation et dont la couleur varie entre l'orange, le rouge et le brun. Une fois collées, les feuilles d'or étaient décorées de motifs incisés à l'aide de poinçons. Cette technique d'origine italienne est arrivée en France par l'intermédiaire de la cour papale à Avignon. Il s'agit généralement de poinçons en forme de cercle combinés pour former des décors plus ou moins complexes. Seuls la Mise au tombeau et la Petite Pietà ronde contiennent des motifs en forme d'étoile, fabriqués à l'aide d'un poinçon identique. La feuille d'or ou d'argent se retrouve aussi sur la couche peinte. Appliquées avec un mordant à l'huile, elle permet de décorer les vêtements somptueux des personnages. Cette débauche dans l'usage de l'or montre la grande richesse des commanditaires, d'autant que cet usage reste extrêmement rare dans les autres peintures de cette époque.

### Les pigments
Les tableaux de l'atelier des ducs de Bourgogne se caractérisent par une très grande diversité de pigments et la comptabilité des ducs montre le prix exorbitant des pigments acheté pour ses peintres. Le bleu est ainsi systématiquement obtenu à partir du lapis-lazuli et non d'un autre pigment moins cher. Il s'agit du pigment le plus utilisé et se retrouve fréquemment appliqué en plusieurs couches. Le rouge, deuxième pigment en quantité, est quant à lui généralement obtenu à partir de vermillon ou plus fréquemment de laque rouge provenant de cochenille. Ce dernier sert soit à teinte les drapés, soit mélangés à du bleu pour obtenir différentes teintes de violet. Les autres couleurs moins fréquentes car moins considérées à l'époque sont le vert, obtenu à partir d'oxyde de cuivre, le jaune, provenant de l'ocre du Berry. Le liant est généralement de l'huile, provenant de noix d'après les inventaires, mélangée à des protéines d'origine animale ou végétale.

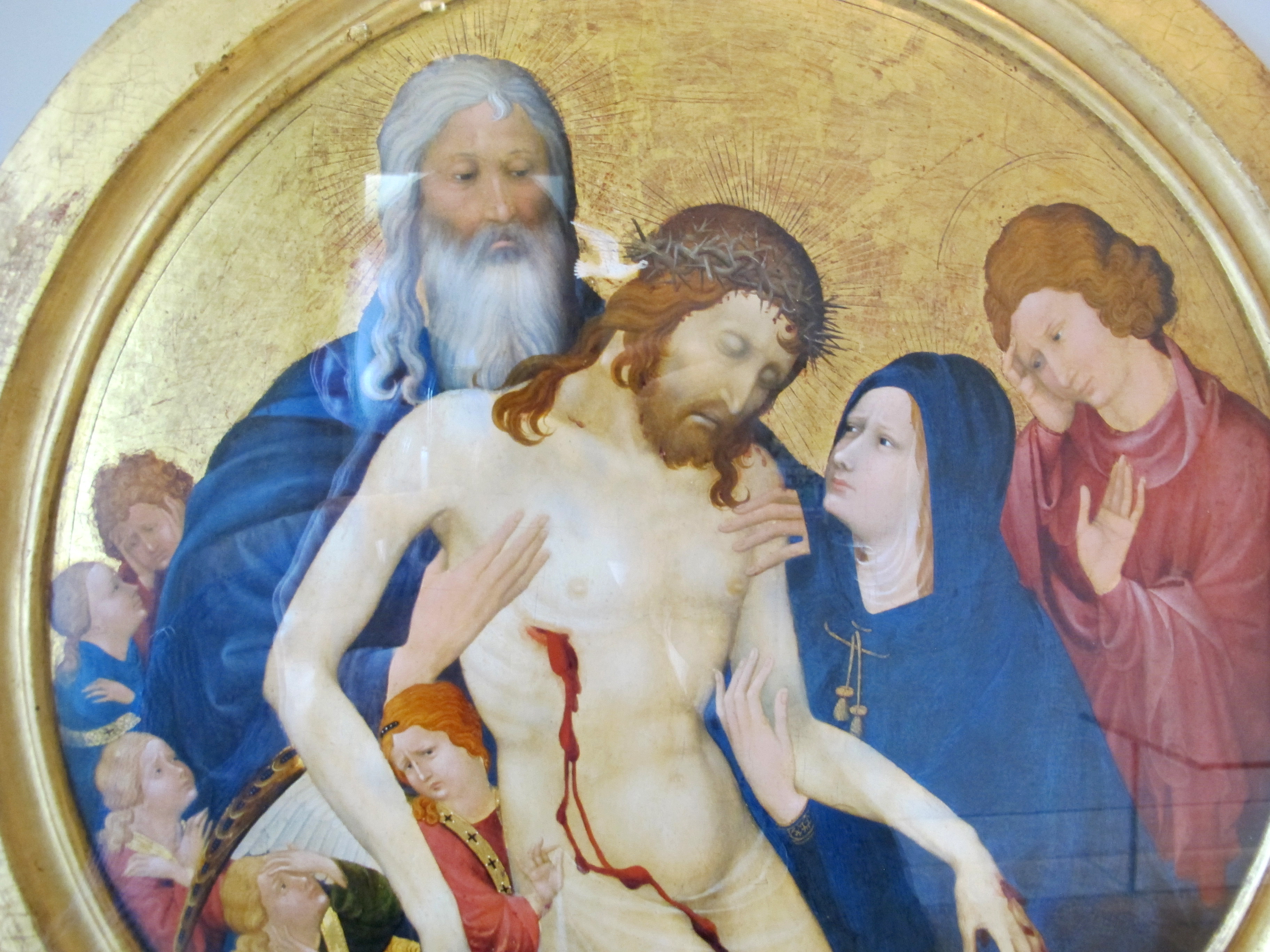
Détail de la Grande Pietà ronde avec la superposition du bleu en lapis-lazuli des drapés sur le fond doré.
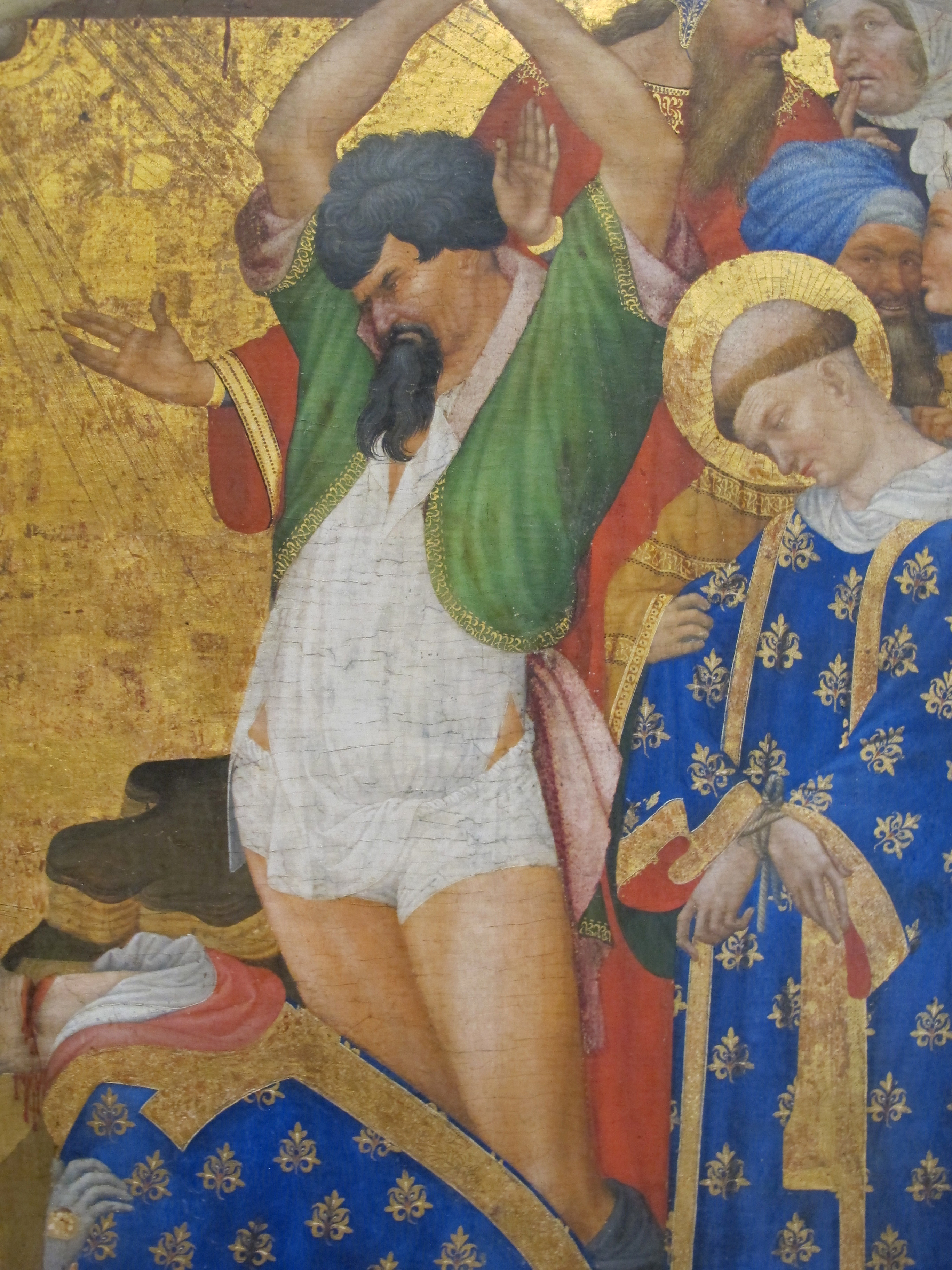
Détail du Martyre de saint Denis : drapés bleu, rouge ou vert.

## Postérité

### Dans l'enluminure
Il est difficile de déterminer l'influence qu'a pu avoir Jean Malouel dans l'art de son temps en raison du peu d'œuvres connues de sa main. Néanmoins, ses neveux, les frères de Limbourg, rendent hommage à plusieurs reprises à leur oncle en insérant dans leurs miniatures des allusions aux rares œuvres qui lui sont attribuées. Ainsi, dans Les Belles Heures du duc de Berry, la miniature de la déploration du Christ contient une représentation du Christ identique à celle de la Grande Pietà ronde si ce n'est que son corps a subi une rotation. Même ses pieds, cachés dans la Pietà, sont aussi masqués dans la miniature par une représentation de Marie-Madeleine. Dans leur Bible moralisée de Philippe le Hardi, ils font aussi des allusions aux œuvres de leur oncle : dans la miniature de la Dérision du Christ (fo 5 vo), on retrouve les mêmes deux personnages vus de dos que dans le dessin du même nom attribué à un suiveur de Malouel. Elle inspire aussi la miniature du même thème toujours dans les Belles Heures.

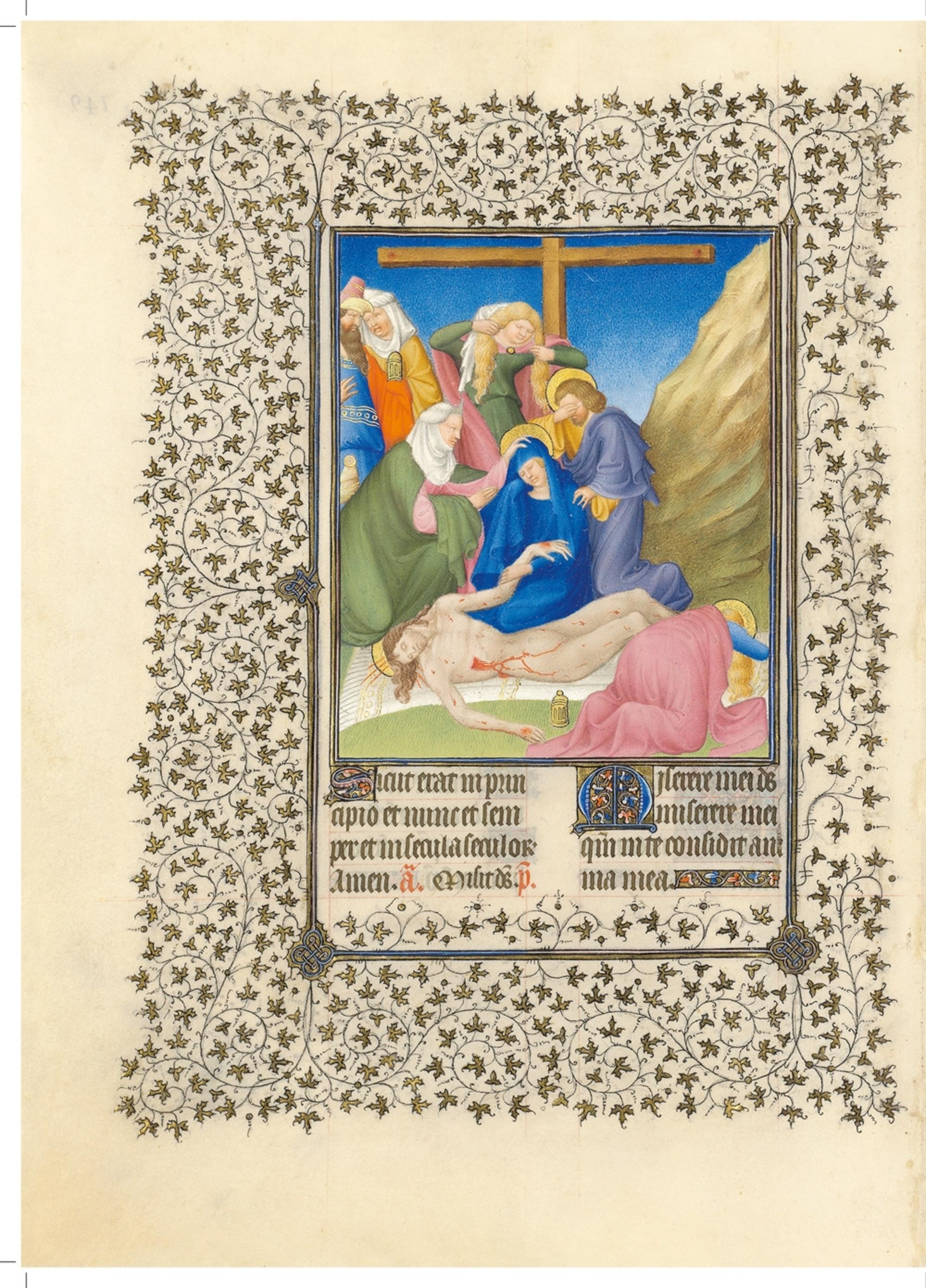
Les Belles Heures du duc de Berry : La Déploration du Christ.
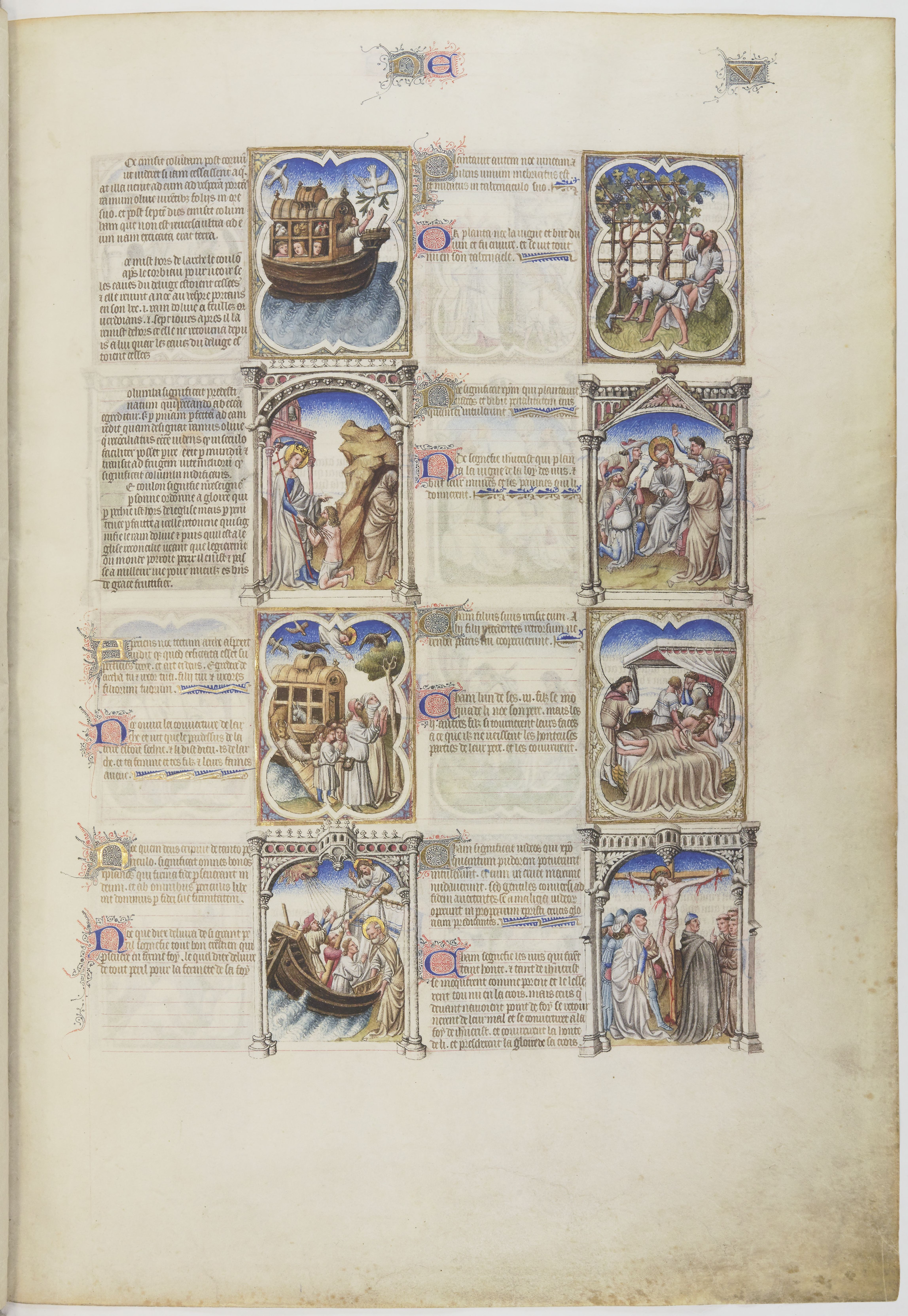
Bible moralisée de Philippe le Hardi : la Dérision du Christ (fo 5 vo, deuxième miniature à droite).
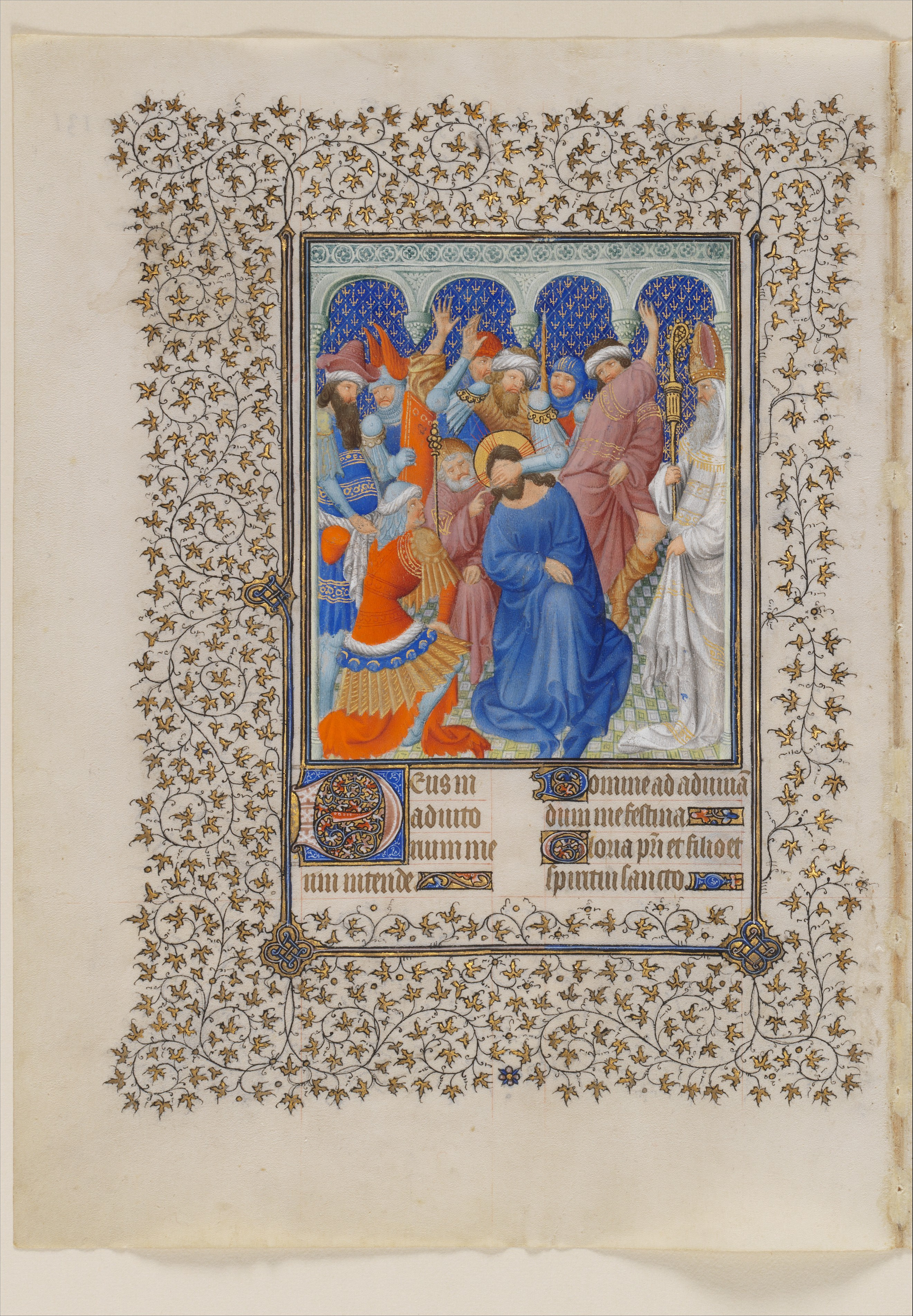
Les Belles Heures : la Dérision du Christ, fo 131 vo.

Un autre motif des frères de Limbourg a été attribué par l'historien de l'art François Avril à un modèle perdu de Jean Malouel : il s'agit de la Vierge à l'Enfant en gloire, représentée dans les Belles Heures (fo 218 ro). Ce motif a connu beaucoup de succès dans l'enluminure parisienne du XVe siècle : il a été repris par le Maître de Spitz dans les Heures du même nom (Getty Museum, Ms.57, fo 176 vo.) ou encore par le Maître de Virgile dans un manuscrit de la Légende dorée (BNF, Fr.414, fo 1 ro).

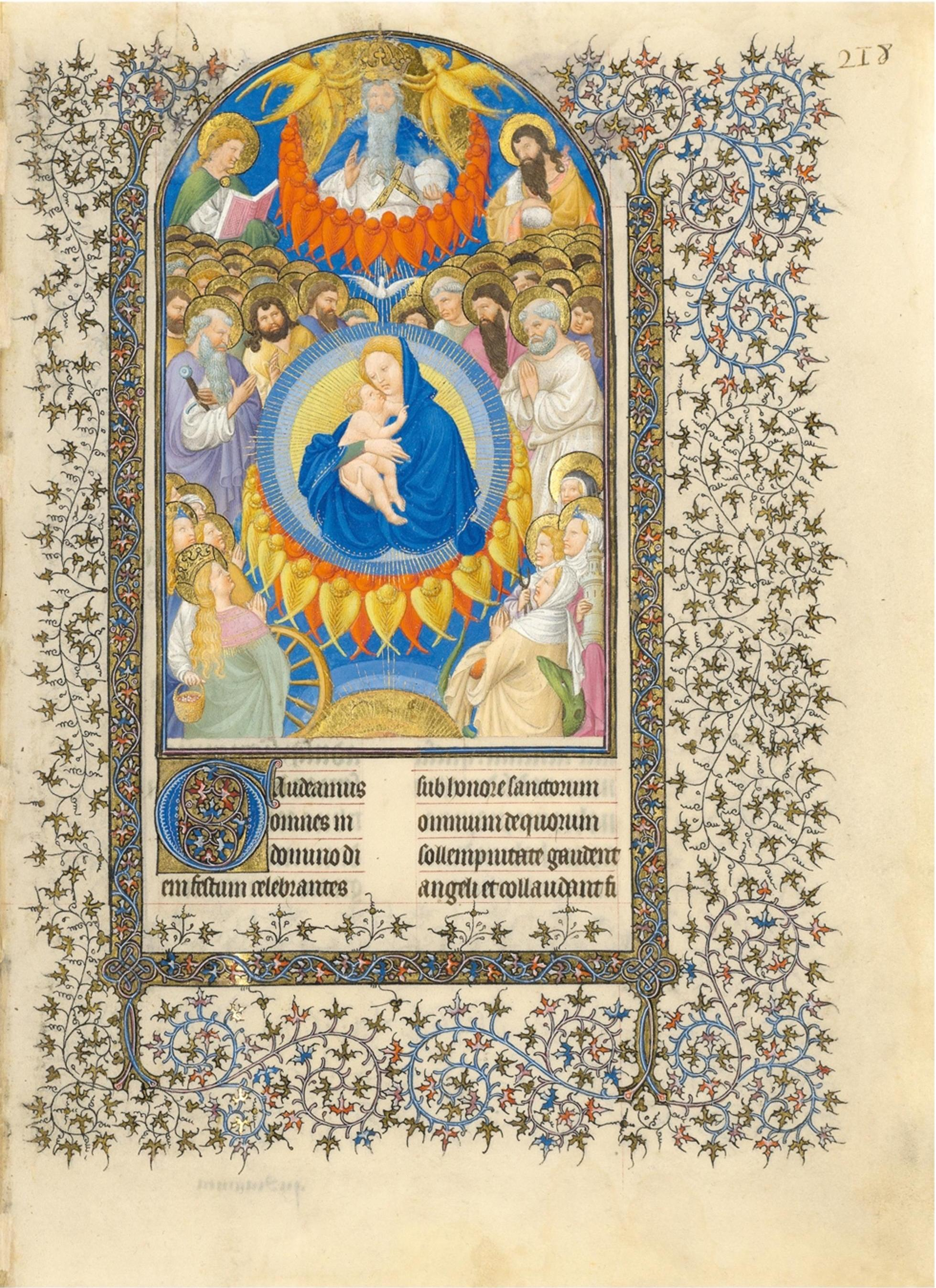
Les Belles Heures du duc de Berry : La Messe pour tous les saints, fo 218 ro.
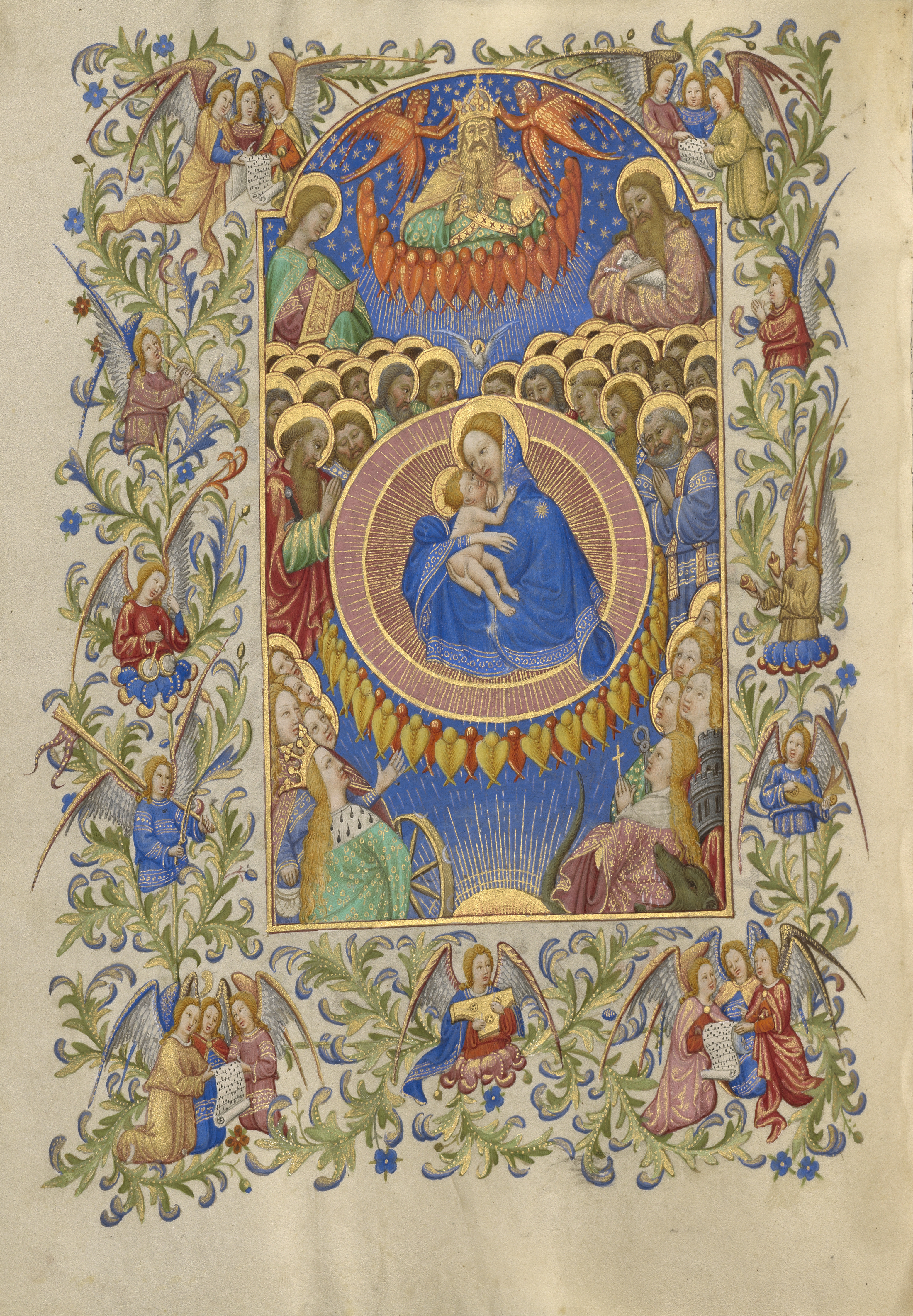
Heures Spitz : La Vierge céleste et l'Enfant.
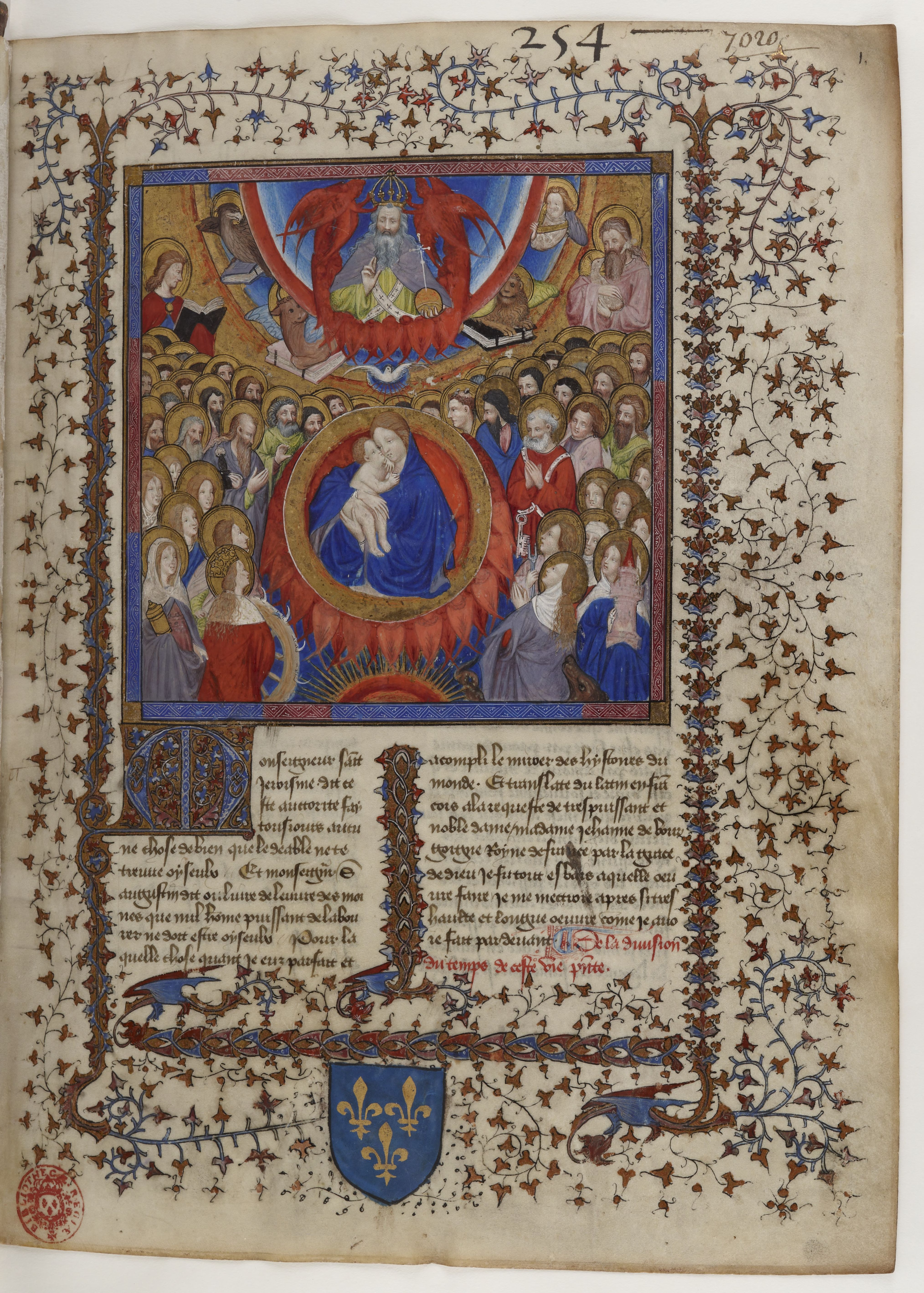
La Légende dorée : Vierge à l'Enfant et Cour céleste.

### Historiographie
Les premiers historiens à s'intéresser à Jean Malouel sont Léon de Laborde dans son étude sur Les Ducs de Bourgogne publiée en 1849-1851 puis Jules Guiffrey en 1878 dans son étude des artistes du XVe siècle. Cependant, pour eux, Malouel est un artiste originaire de Flandre. Il faut attendre Cyprien Monget en 1898 dans son étude sur la Chartreuse de Dijon puis Arthur Kleinclausz en 1906 pour voir émise l'hypothèse d'une origine du duché de Gueldre. C'est l'étude déterminante de l'archiviste allemand Friedrich Gorissen publiée en 1954 qui permet de mieux appréhender l'origine de Malouel à Nimègue et de déterminer la réalité de ses liens avec la famille de Limbourg. Ses recherches ont été prolongées par celles de Millard Meiss (en 1974) puis par Wim Van Anrooij (1990) et enfin Gerard Nijsten (1992). Une exposition consacrée aux frères de Limbourg en 2005 dans leur ville natale de Nimègue permet de mieux connaître encore les derniers détails de sa vie grâce à de nouvelles recherches réalisées à cette occasion dans les archives locales. Enfin, une exposition monographique lui est entièrement consacrée en 2017-2018 au Rijksmuseum Amsterdam.